# Labdarúgócsapatok listája
Ez a labdarúgócsapatok listája országok szerint. A vastaggal szedett csapatok az adott ország előző szezonjának a bajnokai. Az {{ellenőrzött}} sablonnal ellátott listák a magyar helyesírásnak és a labdarúgásműhely irányelveinek megfelelő csapatneveket tartalmazzák.

## Albánia
- Labdarúgó-szövetség: Albán labdarúgó-szövetség

A csapatok besorolása a 2024–2025-ös idény szerint értendő.
1. osztály (Abissnet Superiore)
| Klub                | Város      |
| ------------------- | ---------- |
| FK Bylis            | Ballsh     |
| FC Dinamo City      | Tirana     |
| KF Egnatia          | Rrogozhina |
| AF Elbasani         | Elbasan    |
| KF Laçi             | Laç        |
| FK Partizani Tirana | Tirana     |
| KF Skënderbeu Korçë | Korça      |
| KF Teuta Durrës     | Durrës     |
| KF Tirana           | Tirana     |
| KF Vllaznia Shkodër | Shkodra    |

2. osztály (Kategoria e Parë)
| Klub               | Város        |
| ------------------ | ------------ |
| FK Apolonia Fier   | Fier         |
| KS Besa Kavajë     | Kavaja       |
| KS Burreli         | Burrel       |
| KF Erzeni          | Shijak       |
| Flamurtari FC      | Vlora        |
| KS Kastrioti Krujë | Kruja        |
| KF Korabi Peshkopi | Peshkopia    |
| FK Kukësi          | Kukës        |
| KS Lushnja         | Lushnja      |
| KF Pogradeci       | Pogradec     |
| KF Valbona         | Bajram Curri |
| FK Vora            | Vora         |

## Algéria
- Labdarúgó-szövetség: Algériai labdarúgó-szövetség

A csapatok besorolása a 2024–2025-ös idény szerint értendő.
1. osztály (Ligue Professionnelle 1 Mobilis)
| Klub            | Város      |
| --------------- | ---------- |
| ASO Chlef       | Chlef      |
| CR Belouizdad   | Algír      |
| CS Constantine  | Kaszentína |
| ES Mostaganem   | Mostaganem |
| ES Sétif        | Sétif      |
| JS Kabylie      | Tizi Ouzou |
| JS Saoura       | Méridja    |
| MC Alger        | Algír      |
| MC El Bayadh    | El Bayadh  |
| MC Oran         | Orán       |
| NC Magra        | Magra      |
| Olympique Akbou | Akbou      |
| Paradou AC      | Algír      |
| US Biskra       | Biskra     |
| USM Alger       | Algír      |
| USM Khenchela   | Khenchela  |

## Andorra
- Labdarúgó-szövetség: Andorrai labdarúgó-szövetség

A csapatok besorolása a 2024–2025-ös idény szerint értendő.
1. osztály (Lliga Multisegur Assegurances)
| Klub                      | Város                  |
| ------------------------- | ---------------------- |
| Atlètic Club d’Escaldes   | Escaldes-Engordany     |
| CF Esperança d’Andorra    | Andorra la Vella       |
| Inter Club d’Escaldes     | Escaldes-Engordany     |
| FS La Massana             | La Massana             |
| FC Ordino                 | Ordino                 |
| FC Pas de la Casa         | El Pas de la Casa      |
| Penya Encarnada d’Andorra | Andorra la Vella       |
| FC Rànger’s               | Andorra la Vella       |
| FC Santa Coloma           | Santa Coloma d’Andorra |
| UE Santa Coloma           | Santa Coloma d’Andorra |

## Anglia
- Labdarúgó-szövetség: Angol labdarúgó-szövetség

A csapatok besorolása a 2025–2026-os idény szerint értendő.
1. osztály (Premier League)
| Klub                       | Város               |
| -------------------------- | ------------------- |
| Arsenal FC                 | London              |
| Aston Villa FC             | Birmingham          |
| AFC Bournemouth            | Bournemouth         |
| Brentford FC               | London              |
| Brighton & Hove Albion FC  | Brighton            |
| Burnley FC                 | Burnley             |
| Chelsea FC                 | London              |
| Crystal Palace FC          | London              |
| Everton FC                 | Liverpool           |
| Fulham FC                  | London              |
| Leeds United FC            | Leeds               |
| Liverpool FC               | Liverpool           |
| Manchester City FC         | Manchester          |
| Manchester United FC       | Manchester          |
| Newcastle United FC        | Newcastle upon Tyne |
| Nottingham Forest FC       | Nottingham          |
| Sunderland AFC             | Sunderland          |
| Tottenham Hotspur FC       | London              |
| West Ham United FC         | London              |
| Wolverhampton Wanderers FC | Wolverhampton       |

2. osztály (Sky Bet Championship)
| Klub                    | Város              |
| ----------------------- | ------------------ |
| Birmingham City FC      | Birmingham         |
| Blackburn Rovers FC     | Blackburn          |
| Bristol City FC         | Bristol            |
| Charlton Athletic FC    | London             |
| Coventry City FC        | Coventry           |
| Derby County FC         | Derby              |
| Hull City AFC           | Kingston upon Hull |
| Ipswich Town FC         | Ipswich            |
| Leicester City FC       | Leicester          |
| Middlesbrough FC        | Middlesbrough      |
| Millwall FC             | London             |
| Norwich City FC         | Norwich            |
| Oxford United FC        | Oxford             |
| Portsmouth FC           | Portsmouth         |
| Preston North End FC    | Preston            |
| Queens Park Rangers FC  | London             |
| Sheffield United FC     | Sheffield          |
| Sheffield Wednesday FC  | Sheffield          |
| Southampton FC          | Southampton        |
| Stoke City FC           | Stoke-on-Trent     |
| Swansea City AFC        | Swansea            |
| Watford FC              | Watford            |
| West Bromwich Albion FC | West Bromwich      |
| Wrexham AFC             | Wrexham            |

3. osztály (Sky Bet League One)
| Klub                   | Város             |
| ---------------------- | ----------------- |
| Barnsley FC            | Barnsley          |
| Blackpool FC           | Blackpool         |
| Bolton Wanderers FC    | Horwich           |
| Bradford City AFC      | Bradford          |
| Burton Albion FC       | Burton upon Trent |
| Cardiff City FC        | Cardiff           |
| Doncaster Rovers FC    | Doncaster         |
| Exeter City FC         | Exeter            |
| Huddersfield Town FC   | Huddersfield      |
| Leyton Orient FC       | London            |
| Lincoln City FC        | Lincoln           |
| Luton Town FC          | Luton             |
| Mansfield Town FC      | Mansfield         |
| Northampton Town FC    | Northampton       |
| Peterborough United FC | Peterborough      |
| Plymouth Argyle FC     | Plymouth          |
| Port Vale FC           | Stoke-on-Trent    |
| Reading FC             | Reading           |
| Rotherham United FC    | Rotherham         |
| Stevenage FC           | Stevenage         |
| Stockport County FC    | Stockport         |
| Wigan Athletic FC      | Wigan             |
| AFC Wimbledon          | London            |
| Wycombe Wanderers FC   | High Wycombe      |

4. osztály (Sky Bet League Two)
| Klub                  | Város             |
| --------------------- | ----------------- |
| Accrington Stanley FC | Accrington        |
| Barnet FC             | London            |
| Barrow AFC            | Barrow-in-Furness |
| Bristol Rovers FC     | Bristol           |
| Bromley FC            | London            |
| Cambridge United FC   | Cambridge         |
| Cheltenham Town FC    | Cheltenham        |
| Chesterfield FC       | Chesterfield      |
| Colchester United FC  | Colchester        |
| Crawley Town FC       | Crawley           |
| Crewe Alexandra FC    | Crewe             |
| Fleetwood Town FC     | Fleetwood         |
| Gillingham FC         | Gillingham        |
| Grimsby Town FC       | Cleethorpes       |
| Harrogate Town AFC    | Harrogate         |
| Milton Keynes Dons FC | Milton Keynes     |
| Newport County AFC    | Newport           |
| Notts County FC       | Nottingham        |
| Oldham Athletic AFC   | Oldham            |
| Salford City FC       | Salford           |
| Shrewsbury Town FC    | Shrewsbury        |
| Swindon Town FC       | Swindon           |
| Tranmere Rovers FC    | Birkenhead        |
| Walsall FC            | Walsall           |

5. osztály (Enterprise National League)
| Klub                   | Város           |
| ---------------------- | --------------- |
| Aldershot Town FC      | Aldershot       |
| Altrincham FC          | Altrincham      |
| Boreham Wood FC        | Borehamwood     |
| Boston United FC       | Boston          |
| Brackley Town FC       | Brackley        |
| Braintree Town FC      | Braintree       |
| Carlisle United FC     | Carlisle        |
| Eastleigh FC           | Eastleigh       |
| Forest Green Rovers FC | Nailsworth      |
| Gateshead FC           | Gateshead       |
| FC Halifax Town        | Halifax         |
| Hartlepool United FC   | Hartlepool      |
| Morecambe FC           | Morecambe       |
| Rochdale AFC           | Rochdale        |
| Scunthorpe United FC   | Scunthorpe      |
| Solihull Moors FC      | Solihull        |
| Southend United FC     | Southend-on-Sea |
| Sutton United FC       | London          |
| Tamworth FC            | Tamworth        |
| Truro City FC          | Truro           |
| Wealdstone FC          | London          |
| Woking FC              | Woking          |
| Yeovil Town FC         | Yeovil          |
| York City FC           | York            |

## Angola
- Labdarúgó-szövetség: Angolai labdarúgó-szövetség

A csapatok besorolása a 2024–2025-ös idény szerint értendő.
1. osztály (Girabola)
| Klub                    | Város         |
| ----------------------- | ------------- |
| Académica Petróleos     | Lobito        |
| Atlético Petróleos      | Luanda        |
| FC Bravos do Maquis     | Luena         |
| Carmona SC              | Uíge          |
| GD Escolinha Isaac      | Benguela      |
| CD Huíla                | Lubango       |
| GD Interclube           | Luanda        |
| Kabuscorp SC do Palanca | Luanda        |
| CRD Libolo              | Calulo        |
| Luanda City FC          | Luanda        |
| CD Lunda Sul            | Saurimo       |
| CD Primeiro de Agosto   | Luanda        |
| GD Sagrada Esperança    | Dundo         |
| Santa Rita de Cássia FC | Uíge          |
| CD São Salvador         | M’banza-Kongo |
| Wiliete SC              | Benguela      |

## Argentína
- Labdarúgó-szövetség: Argentin labdarúgó-szövetség

A csapatok besorolása a 2025-ös idény szerint értendő.
1. osztály (Torneo Betano)
| Klub                    | Város                 |
| ----------------------- | --------------------- |
| Aldosivi                | Mar del Plata         |
| Argentinos Juniors      | Buenos Aires          |
| Atlético Tucumán        | San Miguel de Tucumán |
| Banfield                | Banfield              |
| Barracas Central        | Buenos Aires          |
| Belgrano                | Córdoba               |
| Boca Juniors            | Buenos Aires          |
| Central Córdoba         | Santiago del Estero   |
| Defensa y Justicia      | Florencio Varela      |
| Deportivo Riestra       | Buenos Aires          |
| Estudiantes             | La Plata              |
| Gimnasia y Esgrima      | La Plata              |
| Godoy Cruz              | Godoy Cruz            |
| Huracán                 | Buenos Aires          |
| Independiente           | Avellaneda            |
| Independiente Rivadavia | Mendoza               |
| Instituto               | Córdoba               |
| Lanús                   | Lanús                 |
| Newell’s Old Boys       | Rosario               |
| Platense                | Florida               |
| Racing                  | Avellaneda            |
| River Plate             | Buenos Aires          |
| Rosario Central         | Rosario               |
| San Lorenzo             | Buenos Aires          |
| San Martín              | San Juan              |
| Sarmiento               | Junín                 |
| Talleres de Córdoba     | Córdoba               |
| Tigre                   | Victoria              |
| Unión SF                | Santa Fe              |
| Vélez Sarsfield         | Buenos Aires          |

2. osztály (Primera Nacional Sur Finanzas)
| Klub                             | Város                 |
| -------------------------------- | --------------------- |
| Agropecuario Argentino           | Carlos Casares        |
| All Boys                         | Buenos Aires          |
| Almagro                          | José Ingenieros       |
| Almirante Brown                  | San Justo             |
| Alvarado                         | Mar del Plata         |
| Arsenal                          | Sarandí               |
| Atlanta                          | Buenos Aires          |
| Central Norte                    | Salta                 |
| Chacarita Juniors                | Buenos Aires          |
| Chaco For Ever                   | Resistencia           |
| Colegiales                       | Munro                 |
| Colón                            | Santa Fe              |
| Defensores de Belgrano           | Buenos Aires          |
| Defensores Unidos                | Zárate                |
| Deportivo Madryn                 | Puerto Madryn         |
| Deportivo Maipú                  | Maipú                 |
| Deportivo Morón                  | Morón                 |
| Estudiantes de Buenos Aires      | Caseros               |
| Estudiantes de Río Cuarto        | Río Cuarto            |
| Ferro Carril Oeste               | Buenos Aires          |
| Gimnasia y Esgrima de Jujuy      | San Salvador de Jujuy |
| Gimnasia y Esgrima de Mendoza    | Mendoza               |
| Gimnasia y Tiro                  | Salta                 |
| Güemes                           | Santiago del Estero   |
| Los Andes                        | Lomas de Zamora       |
| Mitre                            | Santiago del Estero   |
| Nueva Chicago                    | Buenos Aires          |
| Patronato                        | Paraná                |
| Quilmes                          | Quilmes               |
| Racing de Córdoba                | Córdoba               |
| San Martín de Tucumán            | San Miguel de Tucumán |
| San Miguel                       | San Miguel            |
| San Telmo                        | Buenos Aires          |
| Talleres de Remedios de Escalada | Remedios de Escalada  |
| Temperley                        | Temperley             |
| Tristán Suárez                   | Tristán Suárez        |

## Ausztrália
- Labdarúgó-szövetség: Ausztrál labdarúgó-szövetség

A csapatok besorolása a 2024–2025-ös idény szerint értendő.
1. osztály (Isuzu UTE A-League)
| Klub                        | Város        |
| --------------------------- | ------------ |
| Adelaide United FC          | Adelaide     |
| Auckland FC                 | Auckland     |
| Brisbane Roar FC            | Brisbane     |
| Central Coast Mariners FC   | Gosford      |
| Macarthur FC                | Campbelltown |
| Melbourne City FC           | Melbourne    |
| Melbourne Victory FC        | Melbourne    |
| Newcastle Jets FC           | Newcastle    |
| Perth Glory FC              | Perth        |
| Sydney FC                   | Sydney       |
| Wellington Phoenix FC       | Wellington   |
| Western Sydney Wanderers FC | Sydney       |
| Western United FC           | Melbourne    |

## Ausztria
- Labdarúgó-szövetség: Osztrák labdarúgó-szövetség

A csapatok besorolása a 2024–2025-ös idény szerint értendő.
1. osztály (Admiral Bundesliga)
| Klub                  | Város                    |
| --------------------- | ------------------------ |
| SK Austria Klagenfurt | Klagenfurt am Wörthersee |
| FK Austria Wien       | Bécs                     |
| FC Blau-Weiß Linz     | Linz                     |
| Grazer AK             | Graz                     |
| TSV Hartberg          | Hartberg                 |
| LASK                  | Linz                     |
| SK Rapid Wien         | Bécs                     |
| FC Red Bull Salzburg  | Salzburg                 |
| SC Rheindorf Altach   | Altach                   |
| SK Sturm Graz         | Graz                     |
| Wolfsberger AC        | Wolfsberg                |
| WSG Tirol             | Wattens                  |

2. osztály (Admiral 2. Liga)
| Klub                     | Város            |
| ------------------------ | ---------------- |
| FC Admira Wacker Mödling | Mödling          |
| SKU Amstetten            | Amstetten        |
| SC Austria Lustenau      | Lustenau         |
| First Vienna FC          | Bécs             |
| Floridsdorfer AC         | Bécs             |
| SV Horn                  | Horn             |
| Kapfenberger SV          | Kapfenberg       |
| SV Lafnitz               | Lafnitz          |
| FC Liefering             | Salzburg         |
| SK Rapid Wien II         | Bécs             |
| SV Ried                  | Ried im Innkreis |
| Schwarz-Weiß Bregenz     | Bregenz          |
| SKN St. Pölten           | Sankt Pölten     |
| SV Stripfing             | Weikendorf       |
| SK Sturm Graz II         | Graz             |
| ASK Voitsberg            | Voitsberg        |

## Azerbajdzsán
- Labdarúgó-szövetség: Azeri labdarúgó-szövetség

A csapatok besorolása a 2024–2025-ös idény szerint értendő.
1. osztály (Misli Premyer Liqası)
| Klub              | Város      |
| ----------------- | ---------- |
| Araz-Naxçıvan PFK | Nahicseván |
| Kəpəz PFK         | Gəncə      |
| Neftçi PFK        | Baku       |
| Qarabağ FK        | Ağdam      |
| Sabah FK          | Masazır    |
| Şamaxı FK         | Şamaxı     |
| Səbail FK         | Baku       |
| Sumqayıt FK       | Sumqayıt   |
| Turan Tovuz PFK   | Tovuz      |
| Zirə FK           | Baku       |

## Belgium
- Labdarúgó-szövetség: Belga labdarúgó-szövetség

A csapatok besorolása a 2025–2026-os idény szerint értendő.
1. osztály (Jupiler Pro League)
| Klub                        | Város        |
| --------------------------- | ------------ |
| RSC Anderlecht              | Anderlecht   |
| Cercle Brugge KSV           | Brugge       |
| Club Brugge KV              | Brugge       |
| FCV Dender EH               | Denderleeuw  |
| KRC Genk                    | Genk         |
| KAA Gent                    | Gent         |
| RAAL La Louvière            | La Louvière  |
| KV Mechelen                 | Mechelen     |
| Oud-Heverlee Leuven         | Leuven       |
| Royal Antwerp FC            | Antwerpen    |
| Royal Charleroi SC          | Charleroi    |
| Royale Union Saint-Gilloise | Saint-Gilles |
| K Sint-Truidense VV         | Sint-Truiden |
| Standard de Liège           | Liège        |
| KVC Westerlo                | Westerlo     |
| SV Zulte Waregem            | Waregem      |

2. osztály (Challenger Pro League)
| Klub                      | Város                |
| ------------------------- | -------------------- |
| K Beerschot VA            | Antwerpen            |
| SK Beveren                | Beveren              |
| Club NXT                  | Brugge               |
| KAS Eupen                 | Eupen                |
| Jong Genk                 | Genk                 |
| Jong KAA Gent             | Gent                 |
| KV Kortrijk               | Kortrijk             |
| RFC Liège                 | Liège                |
| K Lierse SK               | Lier                 |
| KSC Lokeren-Temse         | Lokeren              |
| Lommel SK                 | Lommel               |
| Olympic Charleroi         | Charleroi            |
| Patro Eisden Maasmechelen | Maasmechelen         |
| Royal Francs Borains      | Boussu               |
| RSCA Futures              | Anderlecht           |
| RWDM Brussels             | Molenbeek-Saint-Jean |
| RFC Seraing               | Seraing              |

## Benin
- Labdarúgó-szövetség: Benini labdarúgó-szövetség

A csapatok besorolása a 2024–2025-ös idény szerint értendő.
1. osztály (Celtiis Ligue Pro)
| Klub                        | Város         |
| --------------------------- | ------------- |
| Abeilles FC                 | Parakou       |
| Adjidja FC                  | Cotonou       |
| ASPAC FC                    | Cotonou       |
| ASVO FC                     | Adjohoun      |
| Avrankou Omnisport          | Avrankou      |
| Ayéma FC                    | Pobè          |
| Aziza FC                    | Cotonou       |
| Bani Gansè FC               | Banikoara     |
| Béké FC                     | Bembèrèkè     |
| Boa de Gnanro Kperou FC     | Sinendé       |
| Buffles FC du Borgou        | Parakou       |
| US Cavaliers                | Nikki         |
| Coton FC                    | Ouidah        |
| AS Cotonou                  | Cotonou       |
| Dadjè FC                    | Aplahoué      |
| Damissa FC                  | N’Dali        |
| Dragons FC de l’Ouémé       | Porto-Novo    |
| Dynamique FC                | Djougou       |
| Dynamo FC d’Abomey          | Abomey        |
| Dynamo Unacob FC            | Parakou       |
| Espoir FC                   | Savalou       |
| Étoiles Filantes Omnisports | Abomey-Calavi |
| Hodio FC                    | Comè          |
| JA Kétou                    | Kétou         |
| Loto-Popo FC                | Grand-Popo    |
| JS Ouidah                   | Ouidah        |
| Panthères FC                | Djougou       |
| JS Pobè FC                  | Pobè          |
| Police Républicaine FC      | Cotonou       |
| Réal Sport                  | Savè          |
| Requins de l’Atlantique FC  | Cotonou       |
| US Sèmè-Kraké               | Sèmè-Kpodji   |
| Sitatunga FC                | Abomey-Calavi |
| Sobemap FC                  | Avrankou      |
| AS Takunnin                 | Kandi         |
| AS Tonnerre                 | Bohicon       |

## Bissau-Guinea
- Labdarúgó-szövetség: Bissau-guineai labdarúgó-szövetség

A csapatok besorolása a 2024–2025-ös idény szerint értendő.
1. osztály (Liga Orange Bissau)
| Klub                           | Város        |
| ------------------------------ | ------------ |
| AFC Nhacra                     | Nhacra       |
| FC Canchungo                   | Canchungo    |
| FC Cumura                      | Bissau       |
| FC Cuntum                      | Bissau       |
| Flamengo de Pefine             | Bissau       |
| CDR Gabú                       | Gabú         |
| Hafia FC de Bafatá             | Bafatá       |
| Nuno Tristão FC                | Bula         |
| CF Os Balantas                 | Mansôa       |
| FC Pelundo                     | Pelundo      |
| SC dos Portos de Bissau        | Bissau       |
| FC Sonaco                      | Sonaco       |
| Sport Bissau e Benfica         | Bissau       |
| Sporting Clube da Guiné-Bissau | Bissau       |
| FC Tigres de Fronteira         | São Domingos |
| União Desportiva Internacional | Bissau       |

## Bolívia
- Labdarúgó-szövetség: Bolíviai labdarúgó-szövetség

A csapatok besorolása a 2025-ös idény szerint értendő.
1. osztály (División Profesional)
| Klub                    | Város                   |
| ----------------------- | ----------------------- |
| ABB                     | La Paz                  |
| Always Ready            | La Paz                  |
| Aurora                  | Cochabamba              |
| Blooming                | Santa Cruz de la Sierra |
| Bolívar                 | La Paz                  |
| Guabirá                 | Montero                 |
| GV San José             | Oruro                   |
| Independiente Petrolero | Sucre                   |
| Jorge Wilstermann       | Cochabamba              |
| Nacional Potosí         | Potosí                  |
| Oriente Petrolero       | Santa Cruz de la Sierra |
| Real Tomayapo           | Tarija                  |
| San Antonio Bulo Bulo   | Entre Ríos              |
| The Strongest           | La Paz                  |
| Totora Real Oruro       | Oruro                   |
| Universitario           | Vinto                   |

## Bosznia-Hercegovina
- Labdarúgó-szövetség: Bosznia-hercegovinai labdarúgó-szövetség

A csapatok besorolása a 2024–2025-ös idény szerint értendő.
1. osztály (WWin liga Bosne i Hercegovine)
| Klub                    | Város         |
| ----------------------- | ------------- |
| FK Borac Banja Luka     | Banja Luka    |
| NK GOŠK Gabela          | Gabela        |
| FK Igman Konjic         | Konjic        |
| HŠK Posušje             | Posušje       |
| FK Radnik Bijeljina     | Bijeljina     |
| FK Sarajevo             | Szarajevó     |
| NK Široki Brijeg        | Široki Brijeg |
| FK Sloboda Tuzla        | Tuzla         |
| FK Sloga Meridian       | Doboj         |
| FK Velež Mostar         | Mostar        |
| FK Željezničar Sarajevo | Szarajevó     |
| HŠK Zrinjski Mostar     | Mostar        |

## Botswana
- Labdarúgó-szövetség: Botswanai labdarúgó-szövetség

A csapatok besorolása a 2024–2025-ös idény szerint értendő.
1. osztály (Botswana Premier League)
| Klub                         | Város         |
| ---------------------------- | ------------- |
| Botswana Defence Force XI FC | Mogoditshane  |
| Chadibe FC                   | Chadibe       |
| Extension Gunners FC         | Lobatse       |
| Gaborone United SC           | Gaborone      |
| Jwaneng Galaxy FC            | Jwaneng       |
| Matebele FC                  | Matebeleng    |
| Mochudi Centre Chiefs SC     | Mochudi       |
| Morupule Wanderers FC        | Palapye       |
| Nico United SC               | Selebi-Phikwe |
| Orapa United FC              | Orapa         |
| Security Systems XI FC       | Otse          |
| Sua Flamingoes FC            | Sowa          |
| TAFIC FC                     | Francistown   |
| Township Rollers FC          | Gaborone      |
| Union Flamengo Santos FC     | Gabane        |
| VTM FC                       | Gaborone      |

## Brazília
- Labdarúgó-szövetség: Brazil labdarúgó-szövetség

A csapatok besorolása a 2025-ös idény szerint értendő.
1. osztály (Brasileirão Betano)
| Klub                | Város             |
| ------------------- | ----------------- |
| Atlético Mineiro    | Belo Horizonte    |
| Bahia               | Salvador          |
| Botafogo            | Rio de Janeiro    |
| Ceará               | Fortaleza         |
| Corinthians         | São Paulo         |
| Cruzeiro            | Belo Horizonte    |
| Flamengo            | Rio de Janeiro    |
| Fluminense          | Rio de Janeiro    |
| Fortaleza           | Fortaleza         |
| Grêmio              | Porto Alegre      |
| Internacional       | Porto Alegre      |
| Juventude           | Caxias do Sul     |
| Mirassol            | Mirassol          |
| Palmeiras           | São Paulo         |
| Red Bull Bragantino | Bragança Paulista |
| Santos              | Santos            |
| São Paulo           | São Paulo         |
| Sport Recife        | Recife            |
| Vasco da Gama       | Rio de Janeiro    |
| Vitória             | Salvador          |

2. osztály (Brasileirão Superbet)
| Klub                 | Város            |
| -------------------- | ---------------- |
| Amazonas             | Manaus           |
| América Mineiro      | Belo Horizonte   |
| Athletic             | São João del-Rei |
| Athletico Paranaense | Curitiba         |
| Atlético Goianiense  | Goiânia          |
| Avaí                 | Florianópolis    |
| Botafogo (SP)        | Ribeirão Preto   |
| Chapecoense          | Chapecó          |
| Coritiba             | Curitiba         |
| CRB                  | Maceió           |
| Criciúma             | Criciúma         |
| Cuiabá               | Cuiabá           |
| Ferroviária          | Araraquara       |
| Goiás                | Goiânia          |
| Novorizontino        | Novo Horizonte   |
| Operário Ferroviário | Ponta Grossa     |
| Paysandu             | Belém            |
| Remo                 | Belém            |
| Vila Nova            | Goiânia          |
| Volta Redonda        | Volta Redonda    |

3. osztály (Brasileirão Série C)
| Klub          | Város                 |
| ------------- | --------------------- |
| ABC           | Natal                 |
| Anápolis      | Anápolis              |
| Botafogo (PB) | João Pessoa           |
| Brusque       | Brusque               |
| Caxias        | Caxias do Sul         |
| Confiança     | Aracaju               |
| CSA           | Maceió                |
| Figueirense   | Florianópolis         |
| Floresta      | Fortaleza             |
| Guarani       | Campinas              |
| Itabaiana     | Itabaiana             |
| Ituano        | Itu                   |
| Londrina      | Londrina              |
| Maringá       | Maringá               |
| Náutico       | Recife                |
| Ponte Preta   | Campinas              |
| Retrô         | Camaragibe            |
| São Bernardo  | São Bernardo do Campo |
| Tombense      | Tombos                |
| Ypiranga      | Erechim               |

## Bulgária
- Labdarúgó-szövetség: Bolgár labdarúgó-szövetség

A csapatok besorolása a 2024–2025-ös idény szerint értendő.
1. osztály (efbet Liga)
| Klub                    | Város         |
| ----------------------- | ------------- |
| PFK Arda Kardzsali      | Kardzsali     |
| PFK Beroe Sztara Zagora | Sztara Zagora |
| PFK Botev Plovdiv       | Plovdiv       |
| POFK Botev Vraca        | Vraca         |
| PFK Cserno More Varna   | Várna         |
| FK CSZKA 1948 Szofija   | Szófia        |
| PFK CSZKA Szofija       | Szófia        |
| FK Hebar                | Pazardzsik    |
| FK Krumovgrad           | Krumovgrad    |
| PFK Levszki Szofija     | Szófia        |
| PFK Lokomotiv Plovdiv   | Plovdiv       |
| PFK Lokomotiv Szofija   | Szófia        |
| PFK Ludogorec Razgrad   | Razgrad       |
| PFK Szeptemvri Szofija  | Szófia        |
| PFK Szlavija Szofija    | Szófia        |
| FK Szpartak Varna       | Várna         |

2. osztály (Vtora Liga)
| Klub                          | Város            |
| ----------------------------- | ---------------- |
| OFK Belaszica Petrics         | Petrics          |
| PFK Botev Plovdiv II          | Plovdiv          |
| FK CSZKA 1948 Szofija II      | Szófia           |
| PFK CSZKA Szofija II          | Szófia           |
| FK Dobrudzsa Dobrics          | Dobrics          |
| FK Dunav Rusze                | Rusze            |
| SZFK Etar Veliko Trnovo       | Veliko Tarnovo   |
| FK Fratrija                   | Várna            |
| FK Jantra Gabrovo             | Gabrovo          |
| FK Lokomotiv Gorna Orjahovica | Gorna Orjahovica |
| FK Lovecs                     | Lovecs           |
| PFK Ludogorec Razgrad II      | Razgrad          |
| FK Marek Dupnica              | Dupnica          |
| FK Minyor Pernik              | Pernik           |
| FK Montana                    | Montana          |
| OFK Neszebar                  | Neszebar         |
| OFK Pirin Blagoevgrad         | Blagoevgrad      |
| OFK Szpartak Pleven           | Pleven           |
| FK Szportiszt Szvoge          | Szvoge           |
| FK Sztrumszka Szlava Radomir  | Radomir          |

## Chile
- Labdarúgó-szövetség: Chilei labdarúgó-szövetség

A csapatok besorolása a 2025-ös idény szerint értendő.
1. osztály (Liga de Primera Itaú)
| Klub                 | Város                    |
| -------------------- | ------------------------ |
| Audax Italiano       | Santiago (La Florida)    |
| Cobresal             | El Salvador              |
| Colo-Colo            | Santiago (Macul)         |
| Coquimbo Unido       | Coquimbo                 |
| Deportes Iquique     | Iquique                  |
| Deportes La Serena   | La Serena                |
| Deportes Limache     | Limache                  |
| Everton              | Viña del Mar             |
| Huachipato           | Talcahuano               |
| Ñublense             | Chillán                  |
| O’Higgins            | Rancagua                 |
| Palestino            | Santiago (La Cisterna)   |
| Unión Española       | Santiago (Independencia) |
| Unión La Calera      | La Calera                |
| Universidad Católica | Santiago (Las Condes)    |
| Universidad de Chile | Santiago (Ñuñoa)         |

## Ciprus
- Labdarúgó-szövetség: Ciprusi labdarúgó-szövetség

A csapatok besorolása a 2024–2025-ös idény szerint értendő.
1. osztály (Protáthlima Cyta)
| Klub                         | Város          |
| ---------------------------- | -------------- |
| AÉ Kítion Lárnakasz          | Lárnaka        |
| AÉ Lemeszú                   | Limassol       |
| Anórthoszi Ammohósztu        | Famagusta      |
| APÓ Ellínon Lefkoszíasz      | Nicosia        |
| Apóllon Lemeszú              | Limassol       |
| Árisz Lemeszú                | Limassol       |
| Énoszi Néon Paralimníu       | Paralímni      |
| ASZ Ethnikósz Áhnasz         | Áhna           |
| Karmiótissza Páno Polemidión | Páno Polemídia |
| Néa Szalamína Ammohósztu     | Famagusta      |
| ALSZ Omónia 29M              | Nicosia        |
| ASZ Omónia Aradíppu          | Aradíppu       |
| ASZ Omónia Lefkoszíasz       | Nicosia        |
| Páfosz FC                    | Páfosz         |

- AÉ = Athlitikí Énoszi(sz) ~ Sportegyesület
- APÉ = Athlitikí Podoszferikí Énoszi ~ Futballegyesület
- APÓ = Athlitikósz Podoszferikósz Ómilosz ~ Futballklub
- APSZ = Athlitikó Politisztikó Szomatío ~ Sport- és Kulturális Egyesület
- ASZ = Athlitikósz Szílogosz ~ Sportklub

## Csehország
- Labdarúgó-szövetség: Cseh labdarúgó-szövetség

A csapatok besorolása a 2025–2026-os idény szerint értendő.
1. osztály (Chance Liga)
| Klub                 | Város              |
| -------------------- | ------------------ |
| FC Baník Ostrava     | Ostrava            |
| Bohemians Praha 1905 | Prága              |
| FK Dukla Praha       | Prága              |
| FC Hradec Králové    | Hradec Králové     |
| FK Jablonec          | Jablonec nad Nisou |
| MFK Karviná          | Karviná            |
| FK Mladá Boleslav    | Mladá Boleslav     |
| FK Pardubice         | Pardubice          |
| SK Sigma Olomouc     | Olomouc            |
| SK Slavia Praha      | Prága              |
| 1. FC Slovácko       | Uherské Hradiště   |
| FC Slovan Liberec    | Liberec            |
| AC Sparta Praha      | Prága              |
| FK Teplice           | Teplice            |
| FC Viktoria Plzeň    | Plzeň              |
| FC Zlín              | Zlín               |

2. osztály (Chance Národní Liga)
| Klub                       | Város            |
| -------------------------- | ---------------- |
| SK Artis Brno              | Brno             |
| FC Baník Ostrava B         | Ostrava          |
| MFK Chrudim                | Chrudim          |
| SK Dynamo České Budějovice | České Budějovice |
| SK Hanácká Slavia Kroměříž | Kroměříž         |
| SFC Opava                  | Opava            |
| FK Příbram                 | Příbram          |
| 1. SK Prostějov            | Prostějov        |
| FC Sellier & Bellot Vlašim | Vlašim           |
| FC Silon Táborsko          | Tábor            |
| SK Slavia Praha B          | Prága            |
| AC Sparta Praha B          | Prága            |
| FK Viagem Ústí nad Labem   | Ústí nad Labem   |
| FK Viktoria Žižkov         | Prága            |
| FC Vysočina Jihlava        | Jihlava          |
| FC Zbrojovka Brno          | Brno             |

## Dánia
- Labdarúgó-szövetség: Dán labdarúgó-szövetség

A csapatok besorolása a 2024–2025-ös idény szerint értendő.
1. osztály (3F Superliga)
| Klub                | Város          |
| ------------------- | -------------- |
| AaB Fodbold         | Aalborg        |
| Aarhus GF           | Aarhus         |
| Brøndby IF          | Brøndby        |
| FC København        | Koppenhága     |
| Lyngby BK           | Kongens Lyngby |
| FC Midtjylland      | Herning        |
| FC Nordsjælland     | Farum          |
| Randers FC          | Randers        |
| Silkeborg IF        | Silkeborg      |
| Sønderjyske Fodbold | Haderslev      |
| Vejle BK            | Velje          |
| Viborg FF           | Viborg         |

2. osztály (NordicBet Liga)
| Klub                | Város      |
| ------------------- | ---------- |
| Boldklubben af 1893 | Koppenhága |
| Esbjerg fB          | Esbjerg    |
| FC Fredericia       | Fredericia |
| Hillerød Fodbold    | Hillerød   |
| Hobro IK            | Hobro      |
| AC Horsens          | Horsens    |
| Hvidovre IF         | Hvidovre   |
| HB Køge             | Køge       |
| Kolding IF          | Kolding    |
| Odense BK           | Odense     |
| FC Roskilde         | Roskilde   |
| Vendsyssel FF       | Hjørring   |

## Ecuador
- Labdarúgó-szövetség: Ecuadori labdarúgó-szövetség

A csapatok besorolása a 2025-ös idény szerint értendő.
1. osztály (LigaPro Ecuabet)
| Klub                    | Város     |
| ----------------------- | --------- |
| Aucas                   | Quito     |
| Barcelona               | Guayaquil |
| Delfín                  | Manta     |
| Deportivo Cuenca        | Cuenca    |
| El Nacional             | Quito     |
| Emelec                  | Guayaquil |
| Independiente del Valle | Sangolquí |
| LDU Quito               | Quito     |
| Libertad                | Loja      |
| Macará                  | Ambato    |
| Manta                   | Manta     |
| Mushuc Runa             | Ambato    |
| Orense                  | Machala   |
| Técnico Universitario   | Ambato    |
| Universidad Católica    | Quito     |
| Vinotinto Ecuador       | Cayambe   |

## Egyesült Államok
- Labdarúgó-szövetség: Amerikai labdarúgó-szövetség

A csapatok besorolása a 2025-ös idény szerint értendő.
1. osztály (Major League Soccer)
| Klub                   | Város          |
| ---------------------- | -------------- |
| Atlanta United FC      | Atlanta        |
| Austin FC              | Austin         |
| Charlotte FC           | Charlotte      |
| Chicago Fire FC        | Chicago        |
| FC Cincinnati          | Cincinnati     |
| Colorado Rapids        | Denver         |
| Columbus Crew          | Columbus       |
| FC Dallas              | Dallas         |
| D.C. United            | Washington     |
| Houston Dynamo FC      | Houston        |
| Inter Miami CF         | Miami          |
| Los Angeles FC         | Los Angeles    |
| Los Angeles Galaxy     | Los Angeles    |
| Minnesota United FC    | Saint Paul     |
| CF Montréal            | Montréal       |
| Nashville SC           | Nashville      |
| New England Revolution | Boston         |
| New York City FC       | New York       |
| New York Red Bulls     | New York       |
| Orlando City SC        | Orlando        |
| Philadelphia Union     | Philadelphia   |
| Portland Timbers       | Portland       |
| Real Salt Lake         | Salt Lake City |
| San Diego FC           | San Diego      |
| San Jose Earthquakes   | San José       |
| Seattle Sounders FC    | Seattle        |
| Sporting Kansas City   | Kansas City    |
| St. Louis City SC      | Saint Louis    |
| Toronto FC             | Toronto        |
| Vancouver Whitecaps FC | Vancouver      |

## Észak-Írország
- Labdarúgó-szövetség: Északír labdarúgó-szövetség

A csapatok besorolása a 2024–2025-ös idény szerint értendő.
1. osztály (Sports Direct Premiership)
| Klub                | Város         |
| ------------------- | ------------- |
| Ballymena United FC | Ballymena     |
| Carrick Rangers FC  | Carrickfergus |
| Cliftonville FC     | Belfast       |
| Coleraine FC        | Coleraine     |
| Crusaders FC        | Belfast       |
| Dungannon Swifts FC | Dungannon     |
| Glenavon FC         | Lurgan        |
| Glentoran FC        | Belfast       |
| Larne FC            | Larne         |
| Linfield FC         | Belfast       |
| Loughgall FC        | Loughgall     |
| Portadown FC        | Portadown     |

2. osztály (Playr-Fit Championship)
| Klub                       | Város          |
| -------------------------- | -------------- |
| Annagh United FC           | Portadown      |
| Ards FC                    | Bangor         |
| Armagh City FC             | Armagh         |
| Ballinamallard United FC   | Ballinamallard |
| Ballyclare Comrades FC     | Ballyclare     |
| Bangor FC                  | Bangor         |
| Dundela FC                 | Belfast        |
| Harland & Wolff Welders FC | Belfast        |
| Institute FC               | Londonderry    |
| Limavady United FC         | Limavady       |
| Newington FC               | Belfast        |
| Newry City AFC             | Newry          |

## Észak-Macedónia
- Labdarúgó-szövetség: Macedón labdarúgó-szövetség

A csapatok besorolása a 2024–2025-ös idény szerint értendő.
1. osztály (Prva MFL)
| Klub                  | Város     |
| --------------------- | --------- |
| FK AP Brera Sztrumica | Sztrumica |
| FK Besza Dobri Dol    | Dobri Dol |
| FK Gosztivar          | Gosztivar |
| FK Peliszter          | Bitola    |
| FK Rabotnicski        | Szkopje   |
| FK Skendija           | Tetovo    |
| FK Skupi              | Szkopje   |
| FK Szileksz           | Kratovo   |
| FK Sztruga            | Sztruga   |
| GFK Tikves            | Kavadarci |
| FK Vardar             | Szkopje   |
| FK Voszka Szport      | Ohrid     |

2. osztály (Vtora MFL)
| Klub                         | Város                |
| ---------------------------- | -------------------- |
| FK Arszimi                   | Csegrane             |
| FK Baskimi                   | Kumanovo             |
| FK Belaszica                 | Sztrumica            |
| FK Borec                     | Velesz               |
| FK Bregalnica Stip           | Stip                 |
| FK Detonit Placskovica       | Radovis              |
| FK Kozsuf                    | Gevgelija            |
| FK Makedonija Gjorcse Petrov | Szkopje              |
| FK Novaci                    | Novaci               |
| GFK Ohrid Lihnidosz          | Ohrid                |
| GFK Oszogovo                 | Kocsani              |
| FK Pobeda                    | Prilep               |
| FK Szasza                    | Makedonszka Kamenica |
| FK Szkopje                   | Szkopje              |
| FK Vardar Negotino           | Negotino             |
| FK Vardarszki                | Bogdanci             |

## Észtország
- Labdarúgó-szövetség: Észt labdarúgó-szövetség

A csapatok besorolása a 2025-ös idény szerint értendő.
1. osztály (A. Le Coq Premium Liiga)
| Klub                | Város      |
| ------------------- | ---------- |
| FC Flora            | Tallinn    |
| Harju JK Laagri     | Laagri     |
| FC Kuressaare       | Kuressaare |
| FCI Levadia Tallinn | Tallinn    |
| JK Narva Trans      | Narva      |
| Nõmme Kalju FC      | Tallinn    |
| Paide Linnameeskond | Paide      |
| Pärnu JK Vaprus     | Pärnu      |
| JK Tallinna Kalev   | Tallinn    |
| Tartu JK Tammeka    | Tartu      |

2. osztály (Esiliiga)
| Klub                    | Város     |
| ----------------------- | --------- |
| FC Elva                 | Elva      |
| FC Flora U21            | Tallinn   |
| FCI Levadia Tallinn U21 | Tallinn   |
| Nõmme Kalju FC U21      | Tallinn   |
| FC Nõmme United         | Tallinn   |
| FC Tallinn              | Tallinn   |
| JK Tallinna Kalev U21   | Tallinn   |
| Tartu JK Tammeka U21    | Tartu     |
| Tartu JK Welco          | Tartu     |
| Viimsi JK               | Haabneeme |

## Fehéroroszország
- Labdarúgó-szövetség: Fehérorosz labdarúgó-szövetség

A csapatok besorolása a 2025-ös idény szerint értendő.
1. osztály (Betera Visejsaja Liha)
| Klub                      | Város        |
| ------------------------- | ------------ |
| FK Arszenal Dzjarzsinszk  | Dzjarzsinszk |
| FK BATE Bariszav          | Bariszav     |
| FK Dinama Breszt          | Breszt       |
| FK Dinama Minszk          | Minszk       |
| FK Homel                  | Homel        |
| FK Iszlacs                | Minszk       |
| FK Maladzecsna            | Maladzecsna  |
| FK Maxline Vicebszk       | Vicebszk     |
| FK Minszk                 | Minszk       |
| FK Naftan Navapolack      | Navapolack   |
| FK Nyoman Hrodna          | Hrodna       |
| FK Szlavija Mazir         | Mazir        |
| FK Szmarhony              | Szmarhony    |
| SZFK Szluck               | Szluck       |
| FK Tarpeda-BelAZ Zsodzina | Zsodzina     |
| FK Vicebszk               | Vicebszk     |

2. osztály (MaxLine Persaja Liha)
| Klub                       | Város       |
| -------------------------- | ----------- |
| ABFF U19                   | Minszk      |
| FK Aszipovicsi             | Aszipovicsi |
| FK Asztravec               | Asztravec   |
| FK Baranavicsi             | Baranavicsi |
| FK BATE-2 Bariszav         | Bariszav    |
| FK Belsina Babrujszk       | Babrujszk   |
| FK Bumpram Homel           | Homel       |
| FK Dinama-2 Minszk         | Minszk      |
| FK Dnyapro Mahiljov        | Mahiljov    |
| FK Homel-2                 | Homel       |
| FK Junyi Iksz Labsz Minszk | Minszk      |
| FK Lakamativ Homel         | Homel       |
| FK Lida                    | Lida        |
| FK Minszk-2                | Minszk      |
| FK Niva Dovbizna           | Dovbizna    |
| FK Orsa                    | Orsa        |
| FK Szlonyim-2017           | Szlonyim    |
| FK Valna Pinszk            | Pinszk      |

## Feröer
- Labdarúgó-szövetség: Feröeri labdarúgó-szövetség

A csapatok besorolása a 2025-ös idény szerint értendő.
1. osztály (Betri Deildin)
| Klub          | Város        |
| ------------- | ------------ |
| 07 Vestur     | Sørvágur     |
| B36 Tórshavn  | Tórshavn     |
| B68 Toftir    | Toftir       |
| EB/Streymur   | Streymnes    |
| HB Tórshavn   | Tórshavn     |
| KÍ Klaksvík   | Klaksvík     |
| NSÍ Runavík   | Runavík      |
| FC Suðuroy    | Vágur        |
| TB Tvøroyri   | Trongisvágur |
| Víkingur Gøta | Norðragøta   |

2. osztály (1. deild)
| Klub             | Város        |
| ---------------- | ------------ |
| 07 Vestur II     | Sørvágur     |
| Argja Bóltfelag  | Argir        |
| B36 Tórshavn II  | Tórshavn     |
| B71 Sandoy       | Sandur       |
| EB/Streymur II   | Streymnes    |
| ÍF Fuglafjørður  | Fuglafjørður |
| KÍ Klaksvík II   | Klaksvík     |
| NSÍ Runavík II   | Runavík      |
| Skála ÍF         | Skála        |
| Víkingur Gøta II | Norðragøta   |

## Finnország
- Labdarúgó-szövetség: Finn labdarúgó-szövetség

A csapatok besorolása a 2025-ös idény szerint értendő.
1. osztály (Veikkausliiga)
| Klub            | Város       |
| --------------- | ----------- |
| IF Gnistan      | Helsinki    |
| FC Haka         | Valkeakoski |
| Helsingin JK    | Helsinki    |
| FC Inter Turku  | Turku       |
| FF Jaro         | Jakobstad   |
| Kotkan TP       | Kotka       |
| Kuopion PS      | Kuopio      |
| IFK Mariehamn   | Mariehamn   |
| AC Oulu         | Oulu        |
| Seinäjoen JK    | Seinäjoki   |
| Tampereen Ilves | Tampere     |
| Vaasan PS       | Vaasa       |

2. osztály (Ykkösliiga)
| Klub              | Város     |
| ----------------- | --------- |
| Ekenäs IF         | Ekenäs    |
| Järvenpään PS     | Järvenpää |
| JIPPO             | Joensuu   |
| Käpylän Pallo     | Helsinki  |
| Klubi 04          | Helsinki  |
| FC Lahti          | Lahti     |
| Pallokerho-35     | Helsinki  |
| Salon Palloilijat | Salo      |
| SJK Akatemia      | Seinäjoki |
| Turun PS          | Turku     |

## Franciaország
- Labdarúgó-szövetség: Francia labdarúgó-szövetség

A csapatok besorolása a 2025–2026-os idény szerint értendő.
1. osztály (Ligue 1 McDonald’s)
| Klub                   | Város      |
| ---------------------- | ---------- |
| Angers SCO             | Angers     |
| AJ Auxerre             | Auxerre    |
| Le Havre AC            | Le Havre   |
| RC Lens                | Lens       |
| Lille OSC              | Lille      |
| FC Lorient             | Lorient    |
| FC Metz                | Metz       |
| AS Monaco FC           | Monaco     |
| FC Nantes              | Nantes     |
| OGC Nice               | Nizza      |
| Olympique de Marseille | Marseille  |
| Olympique Lyonnais     | Lyon       |
| Paris FC               | Párizs     |
| Paris Saint-Germain FC | Párizs     |
| Stade Brestois 29      | Brest      |
| Stade Rennais FC       | Rennes     |
| RC Strasbourg          | Strasbourg |
| Toulouse FC            | Toulouse   |

2. osztály (Ligue 2 BKT)
| Klub                   | Város            |
| ---------------------- | ---------------- |
| Amiens SC              | Amiens           |
| FC Annecy              | Annecy           |
| SC Bastia              | Bastia           |
| US Boulogne            | Boulogne-sur-Mer |
| Clermont Foot          | Clermont-Ferrand |
| USL Dunkerque          | Dunkerque        |
| En Avant de Guingamp   | Guingamp         |
| Grenoble Foot 38       | Grenoble         |
| Le Mans FC             | Le Mans          |
| Montpellier Hérault SC | Montpellier      |
| AS Nancy-Lorraine      | Nancy            |
| Pau FC                 | Pau              |
| Red Star FC            | Párizs           |
| Rodez AF               | Rodez            |
| AS Saint-Étienne       | Saint-Étienne    |
| Stade de Reims         | Reims            |
| Stade Lavallois        | Laval            |
| ES Troyes AC           | Troyes           |

3. osztály (Championnat National)
| Klub                                 | Város                  |
| ------------------------------------ | ---------------------- |
| AC Ajaccio                           | Ajaccio                |
| SC Aubagne Air Bel                   | Aubagne                |
| Football Bourg-en-Bresse Péronnas 01 | Bourg-en-Bresse        |
| SM Caen                              | Caen                   |
| LB Châteauroux                       | Châteauroux            |
| US Concarneau                        | Concarneau             |
| Dijon FCO                            | Dijon                  |
| FC Fleury 91                         | Fleury-Mérogis         |
| Le Puy Foot 43 Auvergne              | Le Puy-en-Velay        |
| US Orléans                           | Orléans                |
| Paris 13 Atletico                    | Párizs                 |
| US Quevilly-Rouen                    | Rouen                  |
| FC Rouen                             | Rouen                  |
| FC Sochaux-Montbéliard               | Montbéliard            |
| Stade Briochin                       | Saint-Brieuc           |
| Valenciennes FC                      | Valenciennes           |
| FC Versailles                        | Párizs                 |
| FC Villefranche Beaujolais           | Villefranche-sur-Saône |

## Gibraltár
- Labdarúgó-szövetség: Gibraltári labdarúgó-szövetség

A csapatok besorolása a 2024–2025-ös idény szerint értendő.
1. osztály (Gibraltar Football League)
| Klub                | Város     |
| ------------------- | --------- |
| FC Bruno’s Magpies  | Gibraltár |
| College 1975 FC     | Gibraltár |
| Europa FC           | Gibraltár |
| Europa Point FC     | Gibraltár |
| Glacis United FC    | Gibraltár |
| Lincoln Red Imps FC | Gibraltár |
| Lions Gibraltar FC  | Gibraltár |
| Lynx FC             | Gibraltár |
| Manchester 62 FC    | Gibraltár |
| Mons Calpe SC       | Gibraltár |
| St Joseph’s FC      | Gibraltár |

## Görögország
- Labdarúgó-szövetség: Görög labdarúgó-szövetség

A csapatok besorolása a 2024–2025-ös idény szerint értendő.
1. osztály (Stoiximan Super League)
| Klub                 | Város                  |
| -------------------- | ---------------------- |
| AÉK                  | Athén (Néa Filadélfia) |
| Árisz Theszaloníkisz | Szaloniki              |
| Asztérasz Trípolisz  | Trípoli                |
| Áthensz Kalithéa     | Athén (Kalithéa)       |
| Atrómitosz           | Athén (Perisztéri)     |
| Lamía                | Lamía                  |
| Levadiakósz          | Livadiá                |
| ÓFI Kréta            | Iráklio                |
| Olimbiakósz          | Athén (Pireusz)        |
| Panaitolikósz        | Agrinio                |
| Panathinaikósz       | Athén                  |
| Panszeraikósz        | Széresz                |
| PAÓK                 | Szaloniki              |
| Vólosz               | Vólosz                 |

2. osztály (Super League 2)
| Klub                    | Város                 |
| ----------------------- | --------------------- |
| AÉK B                   | Athén (Szpáta)        |
| AÉ Láriszasz            | Lárisza               |
| Diagórasz               | Rodosz                |
| Egáleo                  | Athén (Egáleo)        |
| Ethnikósz Néu Keramidíu | Néo Keramídi          |
| Haniá                   | Haniá                 |
| Iliúpolisz              | Athén (Iliúpoli)      |
| Iraklísz                | Szaloniki             |
| Jánina                  | Joánina               |
| Jonikósz                | Athén (Níkea)         |
| Kalamáta                | Kalamáta              |
| Kambaniakósz            | Szaloniki (Halásztra) |
| Kavála                  | Kavála                |
| Kifisziá                | Athén (Kifisziá)      |
| Makedonikósz            | Szaloniki (Neápoli)   |
| Níki Vólu               | Vólosz                |
| Panahaikí               | Pátra                 |
| Panarjiakósz            | Argosz                |
| Panióniosz              | Athén (Néa Zmírni)    |
| PAÓK B                  | Szaloniki             |

## Grúzia
- Labdarúgó-szövetség: Grúz labdarúgó-szövetség

A csapatok besorolása a 2025-ös idény szerint értendő.
1. osztály (Crystalbet Erovnuli Liga)
| Klub                     | Város       |
| ------------------------ | ----------- |
| SZK Dila Gori            | Gori        |
| SZK Dinamo Batumi        | Batumi      |
| SZK Dinamo Tbiliszi      | Tbiliszi    |
| SZK Gagra                | Tbiliszi    |
| SZK Garedzsi Szagaredzso | Szagaredzso |
| SZK Iberia 1999          | Tbiliszi    |
| SZK Kolheti-1913 Poti    | Poti        |
| SZK Szamgurali Ckaltubo  | Ckaltubo    |
| SZK Telavi               | Telavi      |
| SZK Torpedo Kutaiszi     | Kutaiszi    |

2. osztály (Crystalbet Erovnuli Liga 2)
| Klub                    | Város      |
| ----------------------- | ---------- |
| SZK Dinamo-2 Tbiliszi   | Tbiliszi   |
| SZK Gonio               | Gonio      |
| SZK Iberia-2 1999       | Tbiliszi   |
| SZK Lokomotivi Tbiliszi | Tbiliszi   |
| SZK Merani Martvili     | Martvili   |
| SZK Mesahte Tkibuli     | Tkibuli    |
| SZK Rusztavi            | Rusztavi   |
| SZK Szamtredia          | Szamtredia |
| SZK Szioni Bolniszi     | Bolniszi   |
| SZK Szpaeri             | Tbiliszi   |

## Hollandia
- Labdarúgó-szövetség: Holland labdarúgó-szövetség

A csapatok besorolása a 2025–2026-os idény szerint értendő.
1. osztály (VriendenLoterij Eredivisie)
| Klub                | Város       |
| ------------------- | ----------- |
| AFC Ajax            | Amszterdam  |
| AZ                  | Alkmaar     |
| Excelsior Rotterdam | Rotterdam   |
| Feyenoord           | Rotterdam   |
| Fortuna Sittard     | Sittard     |
| Go Ahead Eagles     | Deventer    |
| FC Groningen        | Groningen   |
| SC Heerenveen       | Heerenveen  |
| Heracles Almelo     | Almelo      |
| NAC Breda           | Breda       |
| N.E.C.              | Nijmegen    |
| PEC Zwolle          | Zwolle      |
| PSV Eindhoven       | Eindhoven   |
| Sparta Rotterdam    | Rotterdam   |
| SC Telstar          | Velsen-Zuid |
| FC Twente           | Enschede    |
| FC Utrecht          | Utrecht     |
| FC Volendam         | Volendam    |

2. osztály (Keuken Kampioen Divisie)
| Klub              | Város            |
| ----------------- | ---------------- |
| ADO Den Haag      | Hága             |
| Almere City FC    | Almere           |
| SC Cambuur        | Leeuwarden       |
| VBV De Graafschap | Doetinchem       |
| FC Den Bosch      | ’s-Hertogenbosch |
| FC Dordrecht      | Dordrecht        |
| FC Eindhoven      | Eindhoven        |
| FC Emmen          | Emmen            |
| Helmond Sport     | Helmond          |
| Jong Ajax         | Amszterdam       |
| Jong AZ           | Alkmaar          |
| Jong PSV          | Eindhoven        |
| Jong Utrecht      | Utrecht          |
| MVV Maastricht    | Maastricht       |
| RKC Waalwijk      | Waalwijk         |
| Roda JC           | Kerkrade         |
| TOP Oss           | Oss              |
| VVV-Venlo         | Venlo            |
| Willem II         | Tilburg          |

## Horvátország
- Labdarúgó-szövetség: Horvát labdarúgó-szövetség

A csapatok besorolása a 2024–2025-ös idény szerint értendő.
1. osztály (SuperSport HNL)
| Klub                 | Város      |
| -------------------- | ---------- |
| GNK Dinamo Zagreb    | Zágráb     |
| HNK Gorica           | Nagygorica |
| HNK Hajduk Split     | Split      |
| NK Istra 1961        | Póla       |
| NK Lokomotiva Zagreb | Zágráb     |
| NK Osijek            | Eszék      |
| HNK Rijeka           | Fiume      |
| HNK Šibenik          | Šibenik    |
| NK Slaven Belupo     | Kapronca   |
| NK Varaždin          | Varasd     |

2. osztály (Prva NL)
| Klub                    | Város                |
| ----------------------- | -------------------- |
| NK BSK Bijelo Brdo      | Bijelo Brdo          |
| HNK Cibalia             | Vinkovce             |
| NK Croatia Zmijavci     | Zmijavci             |
| NK Dubrava              | Zágráb               |
| NK Dugopolje            | Dugopolje            |
| NK Jarun Zagreb         | Zágráb               |
| NK Opatija              | Abbázia              |
| HNK Orijent             | Fiume                |
| NK Rudeš                | Zágráb               |
| NK Sesvete              | Szeszvete            |
| HNK Vukovar 1991        | Vukovár              |
| NK Zrinski Osječko 1664 | Jurjevac Punitovački |

## Irán
- Labdarúgó-szövetség: Iráni labdarúgó-szövetség

A csapatok besorolása a 2024–2025-ös idény szerint értendő.
1. osztály (Persian Gulf Pro League)
| Klub                     | Város, tartomány           |
| ------------------------ | -------------------------- |
| Alumínium Arák FC        | Arák, Markazi              |
| Csádormálu Ardakán SC    | Ardakán, Jazd              |
| Eszteglál FC             | Teherán, Teherán           |
| Eszteglál Huzesztán FC   | Ahváz, Huzesztán           |
| Fulád FC                 | Ahváz, Huzesztán           |
| Gol Gohár Szirdzsán FC   | Szirdzsán, Kermán          |
| Havadár SC               | Teherán, Teherán           |
| FC Hejbár Horramábád     | Horramábád, Loresztán      |
| Malaván FC               | Bandar-e Anzali, Gilán     |
| Mesz Rafszandzsán FC     | Rafszandzsán, Kermán       |
| FC Nasszádzsi Mázandarán | Káemsahr, Mázandarán       |
| Perszepólisz FC          | Teherán, Teherán           |
| Samsz Ázár FC            | Kazvin, Kazvin             |
| Szepáhán SC              | Iszfahán, Iszfahán         |
| Traktor SC               | Tebriz, Kelet-Azerbajdzsán |
| Zob Áhan Eszfahán FC     | Fuládsahr, Iszfahán        |

## Írország
- Labdarúgó-szövetség: Ír labdarúgó-szövetség

A csapatok besorolása a 2025-ös idény szerint értendő.
1. osztály (SSE Airtricity League Premier Division)
| Klub                        | Város       |
| --------------------------- | ----------- |
| Bohemian FC                 | Dublin      |
| Cork City FC                | Cork        |
| Derry City FC               | Londonderry |
| Drogheda United FC          | Drogheda    |
| Galway United FC            | Galway      |
| Saint Patrick’s Athletic FC | Dublin      |
| Shamrock Rovers FC          | Dublin      |
| Shelbourne FC               | Dublin      |
| Sligo Rovers FC             | Sligo       |
| Waterford FC                | Waterford   |

2. osztály (SSE Airtricity League First Division)
| Klub                          | Város      |
| ----------------------------- | ---------- |
| Athlone Town AFC              | Athlone    |
| Bray Wanderers FC             | Bray       |
| Cobh Ramblers FC              | Cobh       |
| Dundalk FC                    | Dundalk    |
| Finn Harps FC                 | Ballybofey |
| Kerry FC                      | Tralee     |
| Longford Town FC              | Longford   |
| Treaty United FC              | Limerick   |
| University College Dublin AFC | Dublin     |
| Wexford FC                    | Crossabeg  |

## Izland
- Labdarúgó-szövetség: Izlandi labdarúgó-szövetség

A csapatok besorolása a 2025-ös idény szerint értendő.
1. osztály (Besta Deildin)
| Klub               | Város          |
| ------------------ | -------------- |
| Afturelding        | Mosfellsbær    |
| Breiðablik UBK     | Kópavogur      |
| FH Hafnarfjörður   | Hafnarfjörður  |
| Fram               | Reykjavík      |
| ÍA Akranes         | Akranes        |
| ÍBV Vestmannaeyjar | Vestmannaeyjar |
| KA Akureyri        | Akureyri       |
| KR Reykjavík       | Reykjavík      |
| Stjarnan           | Garðabær       |
| Valur              | Reykjavík      |
| Vestri             | Ísafjörður     |
| Víkingur Reykjavík | Reykjavík      |

2. osztály (Lengjudeildin)
| Klub              | Város     |
| ----------------- | --------- |
| Fjölnir           | Reykjavík |
| Fylkir            | Reykjavík |
| HK Kópavogur      | Kópavogur |
| ÍR Reykjavík      | Reykjavík |
| Keflavík          | Keflavík  |
| Leiknir Reykjavík | Reykjavík |
| Þór Akureyri      | Akureyri  |
| Þróttur Reykjavík | Reykjavík |
| UMF Grindavík     | Grindavík |
| UMF Njarðvík      | Njarðvík  |
| UMF Selfoss       | Selfoss   |
| Völsungur         | Húsavík   |

## Izrael
- Labdarúgó-szövetség: Izraeli labdarúgó-szövetség

A csapatok besorolása a 2024–2025-ös idény szerint értendő.
1. osztály (Ligat háAl)
| Klub                         | Város        |
| ---------------------------- | ------------ |
| MSZ Asdód                    | Asdód        |
| MK Bétár Jerusálajim         | Jeruzsálem   |
| Ihúd Bné Szakhnín            | Szakhnín     |
| Íróní Tverjá                 | Tiberias     |
| MK Hapóél Beér-Seva          | Beér-Seva    |
| MK Hapóél Hadera             | Hadera       |
| MK Hapóél Haifa              | Haifa        |
| MK Hapóél Íróní Kirjat Smóná | Kirjat Smóná |
| MK Hapóél Jerusálajim        | Jeruzsálem   |
| MK Makkabi Bné Rejná         | Rejna        |
| MK Makkabi Haifa             | Haifa        |
| MK Makkabi Netánjá           | Netánja      |
| MSZ Makkabi Petah Tikvá      | Petah Tikva  |
| MK Makkabi Tel-Aviv          | Tel-Aviv     |

Megjegyzések
- Az MK = Moadon Kaduregel vagy Mahlaket Kaduregel (a csapat nevének végén), azaz labdarúgó-egyesület, vagy labdarúgóklub.
- A Hapóél szó szerinti fordításban A munkások-at jelent.
- A Makkabi egyes szám első személyű megfelelője és egyben „szimbóluma” a Makkabik-nak, akik a Zsidó Állam nemzeti függetlenségért harcoltak, majd megnyerték azt.
- Az MSZ = Moadon Szport, azaz sportegyesület.
- Az AK = Amutat Kaduregel, azaz labdarúgó-szövetség.

## Japán
- Labdarúgó-szövetség: Japán labdarúgó-szövetség

A csapatok besorolása a 2025-ös idény szerint értendő.
1. osztály (Meiji Yasuda J1 League)
| Klub                | Város, prefektúra   |
| ------------------- | ------------------- |
| Albirex Niigata     | Niigata, Niigata    |
| Avispa Fukuoka      | Fukuoka, Fukuoka    |
| Cerezo Oszaka       | Oszaka, Oszaka      |
| Fagiano Okajama     | Okajama, Okajama    |
| Gamba Oszaka        | Szuita, Oszaka      |
| Jokohama FC         | Jokohama, Kanagava  |
| Jokohama F. Marinos | Jokohama, Kanagava  |
| Kasima Antlers      | Kasima, Ibaraki     |
| Kasiva Reysol       | Kasiva, Csiba       |
| Kavaszaki Frontale  | Kavaszaki, Kanagava |
| Kiotó Sanga         | Kiotó, Kiotó        |
| Macsida Zelvia      | Macsida, Tokió      |
| Nagoja Grampus      | Nagoja, Aicsi       |
| Sanfrecce Hirosima  | Hirosima, Hirosima  |
| Simizu S-Pulse      | Sizuoka, Sizuoka    |
| Sónan Bellmare      | Hiracuka, Kanagava  |
| FC Tokió            | Csófu, Tokió        |
| Tokió Verdy         | Inagi, Tokió        |
| Urava Red Diamonds  | Szaitama, Szaitama  |
| Vissel Kobe         | Kóbe, Hjógo         |

2. osztály (Meiji Yasuda J2 League)
| Klub                        | Város, prefektúra    |
| --------------------------- | -------------------- |
| Blaublitz Akita             | Akita, Akita         |
| Ehime FC                    | Macujama, Ehime      |
| Fudzsieda MYFC              | Fudzsieda, Sizuoka   |
| Hokkaidó Consadole Szapporo | Szapporo, Hokkaidó   |
| FC Imabari                  | Imabari, Ehime       |
| Ivaki FC                    | Ivaki, Fukusima      |
| JEF United Icsihara Csiba   | Csiba, Csiba         |
| Júbilo Ivata                | Ivata, Sizuoka       |
| Kataller Tojama             | Tojama, Tojama       |
| Mito HollyHock              | Mito, Ibaraki        |
| Montedio Jamagata           | Tendó, Jamagata      |
| Óita Trinita                | Óita, Óita           |
| RB Ómija Ardija             | Ómija, Szaitama      |
| Renofa Jamagucsi            | Jamagucsi, Jamagucsi |
| Roasso Kumamoto             | Kumamoto, Kumamoto   |
| Szagan Toszu                | Toszu, Szaga         |
| Tokusima Vortis             | Tokusima, Tokusima   |
| Vegalta Szendai             | Szendai, Mijagi      |
| Ventforet Kófu              | Kófu, Jamanasi       |
| V-Varen Nagaszaki           | Nagaszaki, Nagaszaki |

## Kanada
- Labdarúgó-szövetség: Kanadai labdarúgó-szövetség

A csapatok besorolása a 2025-ös idény szerint értendő.
1. osztály (Canadian Premier League)
| Klub             | Város, tartomány         |
| ---------------- | ------------------------ |
| Atlético Ottawa  | Ottawa, Ontario          |
| Cavalry FC       | Calgary, Alberta         |
| Forge FC         | Hamilton, Ontario        |
| HFX Wanderers FC | Halifax, Új-Skócia       |
| Pacific FC       | Victoria, Brit Columbia  |
| Valour FC        | Winnipeg, Manitoba       |
| Vancouver FC     | Vancouver, Brit Columbia |
| York United FC   | Toronto, Ontario         |

## Kazahsztán
- Labdarúgó-szövetség: Kazak labdarúgó-szövetség

A csapatok besorolása a 2025-ös idény szerint értendő.
1. osztály (Kazaksztan Premjer Ligaszi)
| Klub                 | Város       |
| -------------------- | ----------- |
| Aktöbe FK            | Aktöbe      |
| Asztana FK           | Asztana     |
| Atirau FK            | Atirau      |
| Jelimaj FK           | Szemej      |
| Kajrat Almati FK     | Almati      |
| Kajszar Kizilorda FK | Kizilorda   |
| Kizilzsar FK         | Petropavl   |
| Okzsetpesz FK        | Köksetau    |
| Ordabaszi Simkent FK | Simkent     |
| Tobil Kosztanaj FK   | Kosztanaj   |
| Turan FK             | Türkisztan  |
| Ulitau FK            | Zsezkazgan  |
| Zsenisz FK           | Asztana     |
| Zsetiszu FK          | Taldikorgan |

## Kenya
- Labdarúgó-szövetség: Kenyai labdarúgó-szövetség

A csapatok besorolása a 2024-2025-ös idény szerint értendő.
1. osztály (FKF Premier League)
| Klub                     | Város    |
| ------------------------ | -------- |
| AFC Leopards SC          | Nairobi  |
| Bandari FC               | Mombasa  |
| Bidco United FC          | Thika    |
| Gor Mahia FC             | Nairobi  |
| Kakamega Homeboyz FC     | Kakamega |
| Kariobangi Sharks FC     | Nairobi  |
| Kenya Commercial Bank FC | Nairobi  |
| Kenya Police FC          | Nairobi  |
| Mara Sugar FC            | Narok    |
| Mathare United FC        | Nairobi  |
| Murang’a Seal FC         | Murang’a |
| Nairobi City Stars FC    | Nairobi  |
| Posta Rangers FC         | Nairobi  |
| Shabana FC               | Kisii    |
| Sofapaka FC              | Nairobi  |
| FC Talanta               | Nairobi  |
| Tusker FC                | Nairobi  |
| Ulinzi Stars FC          | Nakuru   |

## Kolumbia
- Labdarúgó-szövetség: Kolumbiai labdarúgó-szövetség

A csapatok besorolása a 2025-ös Apertura és Finalización idény szerint értendő.
1. osztály (Liga BetPlay Dimayor)
| Klub                   | Város         |
| ---------------------- | ------------- |
| Águilas Doradas        | Rionegro      |
| Alianza                | Valledupar    |
| América de Cali        | Cali          |
| Atlético Bucaramanga   | Bucaramanga   |
| Atlético Nacional      | Medellín      |
| Boyacá Chicó           | Tunja         |
| Deportes Tolima        | Ibagué        |
| Deportivo Cali         | Cali          |
| Deportivo Pasto        | Pasto         |
| Deportivo Pereira      | Pereira       |
| Envigado               | Envigado      |
| Fortaleza              | Bogotá        |
| Independiente Medellín | Medellín      |
| Independiente Santa Fe | Bogotá        |
| Junior                 | Barranquilla  |
| La Equidad             | Bogotá        |
| Llaneros               | Villavicencio |
| Millonarios            | Bogotá        |
| Once Caldas            | Manizales     |
| Unión Magdalena        | Santa Marta   |

## Kongói Demokratikus Köztársaság
- Labdarúgó-szövetség: Kongói DK labdarúgó-szövetség

A csapatok besorolása a 2024-2025-ös idény szerint értendő.
1. osztály (Illicocash Ligue 1)
| Klub                    | Város      |
| ----------------------- | ---------- |
| AF Anges Verts          | Kinshasa   |
| Blessing FC             | Kolwezi    |
| OC Bukavu Dawa          | Bukavu     |
| Céleste FC              | Mbandaka   |
| AS Dauphin Noir         | Goma       |
| CS Don Bosco            | Lubumbashi |
| FC Étoile du Kivu       | Bukavu     |
| JS Groupe Bazano        | Lubumbashi |
| AC Kuya Sport           | Kinshasa   |
| FC Les Aigles du Congo  | Kinshasa   |
| FC Lubumbashi Sport     | Lubumbashi |
| AS Malole               | Kananga    |
| AS Maniema Union        | Kindu      |
| TP Mazembe              | Lubumbashi |
| DC Motema Pembe         | Kinshasa   |
| New JAK FC              | Kinshasa   |
| US Panda B52            | Likasi     |
| AC Rangers              | Kinshasa   |
| OC Renaissance du Congo | Kinshasa   |
| FC Saint-Éloi Lupopo    | Lubumbashi |
| SM Sanga Balende        | Mbuji-Mayi |
| AS Simba                | Kolwezi    |
| FC Tanganyika           | Kalemie    |
| US Tshinkunku           | Kananga    |
| AS Vita Club            | Kinshasa   |

## Kongói Köztársaság
- Labdarúgó-szövetség: Kongói labdarúgó-szövetség

A csapatok besorolása a 2024-2025-ös idény szerint értendő.
1. osztály (Championnat National Ligue 1)
| Klub                        | Város        |
| --------------------------- | ------------ |
| Avenir FC                   | Brazzaville  |
| CARA Brazzaville            | Brazzaville  |
| Club des Jeunes FC          | Pointe-Noire |
| CSMD Diables Noirs          | Brazzaville  |
| Étoile du Congo             | Brazzaville  |
| AS Inter Club               | Brazzaville  |
| Inter Club de Pointe-Noire  | Pointe-Noire |
| AC Jeunesse de Mvou-Mvou    | Pointe-Noire |
| AS Jeunesse Unie de Kintélé | Brazzaville  |
| AC Léopards                 | Dolisie      |
| FC Nathaly’s                | Pointe-Noire |
| AS Nico-Nicoyé              | Pointe-Noire |
| AS Otohô                    | Oyo          |
| Patronage Sainte-Anne       | Brazzaville  |
| AS Penarol                  | Brazzaville  |
| JS Poto-Poto                | Brazzaville  |
| FC Racine                   | Brazzaville  |
| RCST de Dolisie             | Dolisie      |
| Saint-Michel de Madingou    | Madingou     |
| JS Talangaï                 | Brazzaville  |
| Vita Club Mokanda           | Pointe-Noire |

## Lengyelország
- Labdarúgó-szövetség: Lengyel labdarúgó-szövetség

A csapatok besorolása a 2024–2025-ös idény szerint értendő.
1. osztály (PKO Bank Polski Ekstraklasa)
| Klub                    | Város       |
| ----------------------- | ----------- |
| KS Cracovia             | Krakkó      |
| Górnik Zabrze           | Zabrze      |
| Jagiellonia Białystok   | Białystok   |
| GKS Katowice            | Katowice    |
| Korona Kielce           | Kielce      |
| KS Lechia Gdańsk        | Gdańsk      |
| KKS Lech Poznań         | Poznań      |
| Legia Warszawa          | Varsó       |
| Motor Lublin            | Lublin      |
| GKS Piast Gliwice       | Gliwice     |
| MKS Pogoń Szczecin      | Szczecin    |
| MKS Puszcza Niepołomice | Niepołomice |
| RKS Radomiak Radom      | Radom       |
| RKS Raków Częstochowa   | Częstochowa |
| WKS Śląsk Wrocław       | Wrocław     |
| FKS Stal Mielec         | Mielec      |
| RTS Widzew Łódź         | Łódź        |
| Zagłębie Lubin          | Lubin       |

2. osztály (Betclic I liga)
| Klub                         | Város        |
| ---------------------------- | ------------ |
| MZKS Arka Gdynia             | Gdynia       |
| Bruk-Bet Termalica Nieciecza | Nieciecza    |
| MZKS Chrobry Głogów          | Głogów       |
| GKS Górnik Łęczna            | Łęczna       |
| MKP Kotwica Kołobrzeg        | Kołobrzeg    |
| ŁKS Łódź                     | Łódź         |
| MKS Miedź Legnica            | Legnica      |
| OKS Odra Opole               | Opole        |
| MKP Pogoń Siedlce            | Siedlce      |
| KS Polonia Warszawa          | Varsó        |
| KS Ruch Chorzów              | Chorzów      |
| Stal Rzeszów                 | Rzeszów      |
| Stal Stalowa Wola            | Stalowa Wola |
| GKS Tychy                    | Tychy        |
| Warta Poznań                 | Poznań       |
| Wisła Kraków                 | Krakkó       |
| Wisła Płock                  | Płock        |
| MKS Znicz Pruszków           | Pruszków     |

## Lettország
- Labdarúgó-szövetség: Lett labdarúgó-szövetség

A csapatok besorolása a 2025-ös idény szerint értendő.
1. osztály (TonyBet Virslīga)
| Klub           | Város      |
| -------------- | ---------- |
| FK Auda        | Ķekava     |
| BFC Daugavpils | Daugavpils |
| Grobiņas SC    | Grobiņa    |
| FS Jelgava     | Jelgava    |
| FK Liepāja     | Liepāja    |
| FK Metta       | Riga       |
| FK RFS         | Riga       |
| Riga FC        | Riga       |
| SK Super Nova  | Riga       |
| FK Tukums 2000 | Tukums     |

## Liechtenstein
Liechtenstein nem rendelkezik saját labdarúgó-bajnoksággal, az összes csapata a svájci bajnoki rendszer valamelyik osztályában szerepel. Ezek a klubok a liechtensteini labdarúgókupáért versengenek egymással, ami a liechtensteini bajnokságnak felel meg, a győztes képviselheti Liechtensteint az UEFA Konferencia Ligában. A liechtensteini csapatok nem vesznek részt a svájci kupában, és nem szerezhetnek indulási jogot az európai kupaküzdelmekben a svájci bajnokságban elért helyezésük által.
- Labdarúgó-szövetség: Liechtensteini labdarúgó-szövetség

A csapatok besorolása a 2024–2025-ös idény szerint értendő.
| Klub              | Város            |
| ----------------- | ---------------- |
| FC Balzers        | Balzers          |
| USV Eschen/Mauren | Eschen és Mauren |
| FC Ruggell        | Ruggell          |
| FC Schaan         | Schaan           |
| FC Triesen        | Triesen          |
| FC Triesenberg    | Triesenberg      |
| FC Vaduz          | Vaduz            |

## Litvánia
- Labdarúgó-szövetség: Litván labdarúgó-szövetség

A csapatok besorolása a 2025-ös idény szerint értendő.
1. osztály (TOPsport A Lyga)
| Klub              | Város       |
| ----------------- | ----------- |
| FK Banga          | Gargždai    |
| DFK Dainava       | Alytus      |
| FC Džiugas        | Telšiai     |
| FC Hegelmann      | Kaunas      |
| FK Kauno Žalgiris | Kaunas      |
| FK Panevėžys      | Panevėžys   |
| FK Riteriai       | Vilnius     |
| FA Šiauliai       | Šiauliai    |
| FK Sūduva         | Marijampolė |
| FK Žalgiris       | Vilnius     |

## Luxemburg
- Labdarúgó-szövetség: Luxemburgi labdarúgó-szövetség

A csapatok besorolása a 2024–2025-ös idény szerint értendő.
1. osztály (BGL Ligue)
| Klub                       | Város             |
| -------------------------- | ----------------- |
| SC Bettembourg             | Bettembourg       |
| FC Differdange 03          | Differdange       |
| F91 Dudelange              | Dudelange         |
| CS Fola Esch               | Esch-sur-Alzette  |
| FC US Hostert              | Hostert           |
| AS Jeunesse Esch           | Esch-sur-Alzette  |
| FC Mondercange             | Mondercange       |
| US Mondorf-les-Bains       | Mondorf-les-Bains |
| FC Progrès Niederkorn      | Niederkorn        |
| Racing FC Union Luxembourg | Luxembourg        |
| FC Rodange 91              | Rodange           |
| FC Swift Hesperange        | Hesperange        |
| FC UNA Strassen            | Strassen          |
| Union Titus Pétange        | Pétange           |
| FC Victoria Rosport        | Rosport           |
| FC Wiltz 71                | Wiltz             |

## Magyarország
- Labdarúgó-szövetség: Magyar Labdarúgó-szövetség

A csapatok besorolása a 2024–2025-ös idény szerint értendő.
1. osztály (OTP Bank Liga)
| Klub                     | Város          |
| ------------------------ | -------------- |
| Debreceni VSC            | Debrecen       |
| Diósgyőri VTK            | Miskolc        |
| ETO FC Győr              | Győr           |
| Fehérvár FC              | Székesfehérvár |
| Ferencvárosi TC          | Budapest       |
| Kecskeméti TE            | Kecskemét      |
| MTK Budapest FC          | Budapest       |
| Nyíregyháza Spartacus FC | Nyíregyháza    |
| Paksi FC                 | Paks           |
| Puskás Akadémia FC       | Felcsút        |
| Újpest FC                | Budapest       |
| Zalaegerszegi TE FC      | Zalaegerszeg   |

2. osztály (Merkantil Bank Liga)
| Klub                           | Város         |
| ------------------------------ | ------------- |
| FC Ajka                        | Ajka          |
| Aqvital FC Csákvár             | Csákvár       |
| Békéscsaba 1912 Előre          | Békéscsaba    |
| Budafoki MTE                   | Budapest      |
| Budapest Honvéd FC             | Budapest      |
| BVSC-Zugló                     | Budapest      |
| Gyirmót FC Győr                | Győr          |
| HR-Rent Kozármisleny FC        | Kozármisleny  |
| Kisvárda Master Good           | Kisvárda      |
| Kolorcity Kazincbarcika SC     | Kazincbarcika |
| Mezőkövesd Zsóry FC            | Mezőkövesd    |
| Opus Tigáz Tatabánya           | Tatabánya     |
| Soroksár SC                    | Budapest      |
| Szeged-Csanád Grosics Akadémia | Szeged        |
| Szentlőrinc SE                 | Szentlőrinc   |
| Vasas FC                       | Budapest      |

## Málta
- Labdarúgó-szövetség: Máltai labdarúgó-szövetség

A csapatok besorolása a 2024–2025-ös idény szerint értendő.
1. osztály (BOV Premier League)
| Klub                  | Város      |
| --------------------- | ---------- |
| Balzan FC             | Balzan     |
| Birkirkara FC         | Birkirkara |
| Floriana FC           | Floriana   |
| Gżira United FC       | Gżira      |
| Ħamrun Spartans FC    | Ħamrun     |
| Hibernians FC         | Paola      |
| Marsaxlokk FC         | Marsaxlokk |
| Melita FC             | San Ġiljan |
| Mosta FC              | Mosta      |
| Naxxar Lions FC       | Naxxar     |
| Sliema Wanderers FC   | Sliema     |
| Żabbar St. Patrick FC | Żabbar     |

## Mexikó
- Labdarúgó-szövetség: Mexikói labdarúgó-szövetség

A csapatok besorolása a 2024-es Apertura és a 2025-ös Clausura idény szerint értendő.
1. osztály (Liga BBVA MX)
| Klub              | Város, állam                     |
| ----------------- | -------------------------------- |
| América           | Mexikóváros                      |
| Atlas             | Guadalajara, Jalisco             |
| Atlético San Luis | San Luis Potosí, San Luis Potosí |
| Cruz Azul         | Mexikóváros                      |
| Guadalajara       | Guadalajara, Jalisco             |
| Juárez            | Ciudad Juárez, Chihuahua         |
| León              | León, Guanajuato                 |
| Mazatlán          | Mazatlán, Sinaloa                |
| Monterrey         | Monterrey, Új-León               |
| Necaxa            | Aguascalientes, Aguascalientes   |
| Pachuca           | Pachuca de Soto, Hidalgo         |
| Puebla            | Puebla, Puebla                   |
| Pumas de la UNAM  | Mexikóváros                      |
| Querétaro         | Santiago de Querétaro, Querétaro |
| Santos Laguna     | Torreón, Coahuila                |
| Tijuana           | Tijuana, Alsó-Kalifornia         |
| Toluca            | Toluca de Lerdo, México          |
| Tigres de la UANL | Monterrey, Új-León               |

2. osztály (Liga BBVA Expansión MX)
| Klub                       | Város, állam                         |
| -------------------------- | ------------------------------------ |
| Alebrijes de Oaxaca        | Oaxaca de Juárez, Oaxaca             |
| Atlante                    | Mexikóváros                          |
| Atlético La Paz            | La Paz, Déli-Alsó-Kalifornia         |
| Atlético Morelia           | Morelia, Michoacán                   |
| Cancún                     | Cancún, Quintana Roo                 |
| Celaya                     | Celaya, Guanajuato                   |
| Correcaminos de la UAT     | Ciudad Victoria, Tamaulipas          |
| Dorados de Sinaloa         | Culiacán Rosales, Sinaloa            |
| Jaiba Brava Tampico Madero | Tampico és Ciudad Madero, Tamaulipas |
| Leones Negros de la UdeG   | Guadalajara, Jalisco                 |
| Mineros de Zacatecas       | Zacatecas, Zacatecas                 |
| Tapatío                    | Guadalajara, Jalisco                 |
| Tepatitlán                 | Tepatitlán de Morelos, Jalisco       |
| Tlaxcala                   | Tlaxcala de Xicohténcatl, Tlaxcala   |
| Venados                    | Mérida, Yucatán                      |

## Moldova
- Labdarúgó-szövetség: Moldáv labdarúgó-szövetség

A csapatok besorolása a 2024–2025-ös idény szerint értendő.
1. osztály (Super Liga)
| Klub                  | Város     |
| --------------------- | --------- |
| FC Bălți              | Bălți     |
| FC Dacia Buiucani     | Chișinău  |
| FC Florești           | Florești  |
| FC Milsami Orhei      | Orhei     |
| FC Petrocub Hîncești  | Hîncești  |
| FC Sheriff Tiraspol   | Tiraszpol |
| CSF Spartanii Sportul | Selemet   |
| FC Zimbru Chișinău    | Chișinău  |

## Montenegró
- Labdarúgó-szövetség: Montenegrói labdarúgó-szövetség

A csapatok besorolása a 2024–2025-ös idény szerint értendő.
1. osztály (Meridianbet 1. CFL)
| Klub                      | Város        |
| ------------------------- | ------------ |
| FK Arsenal Tivat          | Tivat        |
| FK Bokelj                 | Kotor        |
| FK Budućnost Podgorica    | Podgorica    |
| FK Dečić                  | Tuzi         |
| FK Jedinstvo Bijelo Polje | Bijelo Polje |
| FK Jezero                 | Plav         |
| FK Mornar Bar             | Bar          |
| FK Otrant-Olympic         | Ulcinj       |
| OFK Petrovac              | Petrovac     |
| FK Sutjeska Nikšić        | Nikšić       |

## Németország
- Labdarúgó-szövetség: Német labdarúgó-szövetség

A csapatok besorolása a 2025–2026-os idény szerint értendő.
1. osztály (Bundesliga)
| Klub                     | Város                   |
| ------------------------ | ----------------------- |
| FC Augsburg              | Augsburg                |
| Bayer 04 Leverkusen      | Leverkusen              |
| FC Bayern München        | München                 |
| Borussia Dortmund        | Dortmund                |
| Borussia Mönchengladbach | Mönchengladbach         |
| Eintracht Frankfurt      | Frankfurt am Main       |
| SC Freiburg              | Freiburg im Breisgau    |
| Hamburger SV             | Hamburg                 |
| 1. FC Heidenheim         | Heidenheim an der Brenz |
| TSG 1899 Hoffenheim      | Sinsheim                |
| 1. FC Köln               | Köln                    |
| RB Leipzig               | Lipcse                  |
| 1. FSV Mainz 05          | Mainz                   |
| FC St. Pauli             | Hamburg                 |
| VfB Stuttgart            | Stuttgart               |
| 1. FC Union Berlin       | Berlin                  |
| SV Werder Bremen         | Bréma                   |
| VfL Wolfsburg            | Wolfsburg               |

2. osztály (2. Bundesliga)
| Klub                   | Város              |
| ---------------------- | ------------------ |
| Arminia Bielefeld      | Bielefeld          |
| VfL Bochum             | Bochum             |
| SV Darmstadt 98        | Darmstadt          |
| SG Dynamo Dresden      | Drezda             |
| Eintracht Braunschweig | Braunschweig       |
| SV Elversberg          | Spiesen-Elversberg |
| Fortuna Düsseldorf     | Düsseldorf         |
| SpVgg Greuther Fürth   | Fürth              |
| Hannover 96            | Hannover           |
| Hertha BSC             | Berlin             |
| Holstein Kiel          | Kiel               |
| 1. FC Kaiserslautern   | Kaiserslautern     |
| Karlsruher SC          | Karlsruhe          |
| 1. FC Magdeburg        | Magdeburg          |
| 1. FC Nürnberg         | Nürnberg           |
| SC Paderborn 07        | Paderborn          |
| SC Preußen Münster     | Münster            |
| FC Schalke 04          | Gelsenkirchen      |

3. osztály (3. Liga)
| Klub                   | Város       |
| ---------------------- | ----------- |
| TSV 1860 München       | München     |
| Alemannia Aachen       | Aachen      |
| MSV Duisburg           | Duisburg    |
| FC Energie Cottbus     | Cottbus     |
| FC Erzgebirge Aue      | Aue         |
| FC Hansa Rostock       | Rostock     |
| TSV Havelse            | Garbsen     |
| TSG 1899 Hoffenheim II | Sinsheim    |
| FC Ingolstadt 04       | Ingolstadt  |
| SSV Jahn Regensburg    | Regensburg  |
| VfL Osnabrück          | Osnabrück   |
| Rot-Weiß Essen         | Essen       |
| 1. FC Saarbrücken      | Saarbrücken |
| 1. FC Schweinfurt 05   | Schweinfurt |
| VfB Stuttgart II       | Stuttgart   |
| SSV Ulm 1846           | Ulm         |
| SC Verl                | Verl        |
| FC Viktoria Köln       | Köln        |
| SV Waldhof Mannheim    | Mannheim    |
| SV Wehen Wiesbaden     | Wiesbaden   |

## Norvégia
- Labdarúgó-szövetség: Norvég labdarúgó-szövetség

A csapatok besorolása a 2025-ös idény szerint értendő.
1. osztály (Eliteserien)
| Klub                 | Város        |
| -------------------- | ------------ |
| FK Bodø/Glimt        | Bodø         |
| SK Brann             | Bergen       |
| Bryne FK             | Bryne        |
| Fredrikstad FK       | Fredrikstad  |
| Hamarkameratene      | Hamar        |
| FK Haugesund         | Haugesund    |
| KFUM-Kameratene Oslo | Oslo         |
| Kristiansund BK      | Kristiansund |
| Molde FK             | Molde        |
| Rosenborg BK         | Trondheim    |
| Sandefjord Fotball   | Sandefjord   |
| Sarpsborg 08 FF      | Sarpsborg    |
| Strømsgodset IF      | Drammen      |
| Tromsø IL            | Tromsø       |
| Vålerenga Fotball    | Oslo         |
| Viking FK            | Stavanger    |

## Olaszország
- Labdarúgó-szövetség: Olasz labdarúgó-szövetség

A csapatok besorolása a 2025–2026-os idény szerint értendő.
1. osztály (Serie A Enilive)
| Klub                     | Város    |
| ------------------------ | -------- |
| Atalanta BC              | Bergamo  |
| Bologna FC 1909          | Bologna  |
| Cagliari Calcio          | Cagliari |
| Como 1907                | Como     |
| US Cremonese             | Cremona  |
| ACF Fiorentina           | Firenze  |
| Genoa CFC                | Genova   |
| Hellas Verona FC         | Verona   |
| FC Internazionale Milano | Milánó   |
| Juventus FC              | Torino   |
| SS Lazio                 | Róma     |
| US Lecce                 | Lecce    |
| AC Milan                 | Milánó   |
| SSC Napoli               | Nápoly   |
| SSD Parma Calcio 1913    | Parma    |
| AC Pisa                  | Pisa     |
| AS Roma                  | Róma     |
| US Sassuolo Calcio       | Sassuolo |
| Torino FC                | Torino   |
| Udinese Calcio           | Udine    |

2. osztály (Serie BKT)
| Klub                  | Város                   |
| --------------------- | ----------------------- |
| US Avellino 1912      | Avellino                |
| AS Bari               | Bari                    |
| Calcio Padova         | Padova                  |
| Carrarese Calcio 1908 | Carrara                 |
| US Catanzaro 1929     | Catanzaro               |
| Cesena FC             | Cesena                  |
| Delfino Pescara 1936  | Pescara                 |
| Empoli FC             | Empoli                  |
| Frosinone Calcio      | Frosinone               |
| SS Juve Stabia        | Castellammare di Stabia |
| Mantova 1911          | Mantova                 |
| Modena FC             | Modena                  |
| AC Monza              | Monza                   |
| Palermo FC            | Palermo                 |
| AC Reggiana 1919      | Reggio Emilia           |
| UC Sampdoria          | Genova                  |
| Spezia Calcio 1906    | La Spezia               |
| FC Südtirol           | Bolzano                 |
| Virtus Entella        | Chiavari                |
| Venezia FC            | Velence                 |

## Oroszország
- Labdarúgó-szövetség: Orosz labdarúgó-szövetség

A csapatok besorolása a 2024–2025-ös idény szerint értendő.
1. osztály (Mir Rosszijszkaja Premjer-Liga)
| Klub                        | Város              |
| --------------------------- | ------------------ |
| RFK Ahmat Groznij           | Groznij            |
| FK Akron Toljattyi          | Togliatti          |
| PFK CSZKA Moszkva           | Moszkva            |
| FK Fakel Voronyezs          | Voronyezs          |
| FK Gyinamo Mahacskala       | Mahacskala         |
| FK Gyinamo Moszkva          | Moszkva            |
| FK Himki                    | Himki              |
| FK Krasznodar               | Krasznodar         |
| PFK Krilja Szovetov Szamara | Szamara            |
| FK Lokomotyiv Moszkva       | Moszkva            |
| FK Orenburg                 | Orenburg           |
| FK Pari Nyizsnyij Novgorod  | Nyizsnyij Novgorod |
| FK Rosztov                  | Rosztov-na-Donu    |
| FK Rubin Kazany             | Kazany             |
| FK Szpartak Moszkva         | Moszkva            |
| FK Zenyit Szankt-Petyerburg | Szentpétervár      |

2. osztály (Melbet Pervaja Liga)
| Klub                           | Város               |
| ------------------------------ | ------------------- |
| FK Alanyija Vlagyikavkaz       | Vlagyikavkaz        |
| FK Arszenal Tula               | Tula                |
| FK Baltyika Kalinyingrad       | Kalinyingrád        |
| Fk Csajka Peszcsanokopszkoje   | Peszcsanokopszkoje  |
| FK Csernomorec Novorosszijszk  | Novorosszijszk      |
| FK Jenyiszej Krasznojarszk     | Krasznojarszk       |
| FK KAMAZ Naberezsnije Cselni   | Naberezsnije Cselni |
| FK Nyeftyehimik Nyizsnyekamszk | Nyizsnyekamszk      |
| FK Rogyina Moszkva             | Moszkva             |
| FK Rotor Volgograd             | Volgográd           |
| FK Sinnyik Jaroszlavl          | Jaroszlavl          |
| FK SZKA-Habarovszk             | Habarovszk          |
| PFK Szocsi                     | Szocsi              |
| PFK Szokol Szaratov            | Szaratov            |
| FK Torpedo Moszkva             | Moszkva             |
| FK Tyumeny                     | Tyumeny             |
| FK Ufa                         | Ufa                 |
| FK Ural Jekatyerinburg         | Jekatyerinburg      |

## Örményország
- Labdarúgó-szövetség: Örmény labdarúgó-szövetség

A csapatok besorolása a 2024–2025-ös idény szerint értendő.
1. osztály (Fastex Premier Liga)
| Klub                | Város       |
| ------------------- | ----------- |
| FC Alaskert         | Jereván     |
| FC Ararat-Armenia   | Jereván     |
| FC Ararat Jerevan   | Jereván     |
| FC BKMA Jerevan     | Jereván     |
| FC Gandzaszar Kapan | Kapan       |
| FC Noa              | Jereván     |
| FC Pjunik Jerevan   | Jereván     |
| SC Sirak Gjumri     | Gjumri      |
| FC Urartu           | Jereván     |
| FC Van              | Csarencavan |
| FC Veszt Armenia    | Jereván     |

## Peru
- Labdarúgó-szövetség: Perui labdarúgó-szövetség

A csapatok besorolása a 2025-ös idény szerint értendő.
1. osztály (Liga 1 Te Apuesto)
| Klub                  | Város       |
| --------------------- | ----------- |
| ADT                   | Tarma       |
| Alianza Atlético      | Sullana     |
| Alianza Lima          | Lima        |
| Alianza Universidad   | Huánuco     |
| Atlético Grau         | Piura       |
| Ayacucho              | Ayacucho    |
| Cienciano             | Cuzco       |
| Comerciantes Unidos   | Cutervo     |
| Cusco                 | Cuzco       |
| Deportivo Binacional  | Juliaca     |
| Deportivo Garcilaso   | Cuzco       |
| Juan Pablo II College | Chongoyape  |
| Los Chankas           | Andahuaylas |
| Melgar                | Arequipa    |
| Sport Boys            | Callao      |
| Sport Huancayo        | Huancayo    |
| Sporting Cristal      | Lima        |
| Universitario         | Lima        |
| UTC                   | Cajamarca   |

## Portugália
- Labdarúgó-szövetség: Portugál labdarúgó-szövetség

A csapatok besorolása a 2025–2026-os idény szerint értendő.
1. osztály (Liga Portugal Betclic)
| Klub                  | Város                  |
| --------------------- | ---------------------- |
| FC Alverca            | Alverca do Ribatejo    |
| FC Arouca             | Arouca                 |
| AVS Futebol SAD       | Vila das Aves          |
| SL Benfica            | Lisszabon              |
| SC Braga              | Braga                  |
| Casa Pia AC           | Lisszabon              |
| GD Estoril Praia      | Estoril                |
| CF Estrela da Amadora | Amadora                |
| FC Famalicão          | Vila Nova de Famalicão |
| Gil Vicente FC        | Barcelos               |
| Moreirense FC         | Moreira de Cónegos     |
| CD Nacional           | Funchal                |
| FC Porto              | Porto                  |
| Rio Ave FC            | Vila do Conde          |
| CD Santa Clara        | Ponta Delgada          |
| Sporting CP           | Lisszabon              |
| CD Tondela            | Tondela                |
| Vitória SC            | Guimarães              |

2. osztály (Liga Portugal Meu Super)
| Klub                  | Város                |
| --------------------- | -------------------- |
| Académico de Viseu FC | Viseu                |
| SL Benfica B          | Seixal               |
| GD Chaves             | Chaves               |
| SC Farense            | Faro                 |
| CD Feirense           | Santa Maria da Feira |
| FC Felgueiras 1932    | Felgueiras           |
| UD Leiria             | Leiria               |
| Leixões SC            | Matosinhos           |
| Lusitânia FC          | Lourosa              |
| CS Marítimo           | Funchal              |
| UD Oliveirense        | Oliveira de Azeméis  |
| FC Paços de Ferreira  | Paços de Ferreira    |
| FC Penafiel           | Penafiel             |
| Portimonense SC       | Portimão             |
| FC Porto B            | Vila Nova de Gaia    |
| Sporting CP B         | Lisszabon            |
| SCU Torreense         | Torres Vedras        |
| FC Vizela             | Vizela               |

## Románia
- Labdarúgó-szövetség: Román labdarúgó-szövetség

A csapatok besorolása a 2024–2025-ös idény szerint értendő.
1. osztály (SuperLiga)
| Klub                     | Város            |
| ------------------------ | ---------------- |
| FC Botoșani              | Botosán          |
| FC CFR 1907 Cluj         | Kolozsvár        |
| FC Dinamo București      | Bukarest         |
| FC Farul Constanța       | Konstanca        |
| FCSB                     | Bukarest         |
| FC Gloria Buzău          | Bodzavásár       |
| FC Hermannstadt          | Nagyszeben       |
| ASC Oțelul Galați        | Galați           |
| FC Petrolul Ploiești     | Ploiești         |
| FC Politehnica Iași      | Jászvásár        |
| FC Rapid București       | Bukarest         |
| ACS Sepsi OSK            | Sepsiszentgyörgy |
| AFC Unirea Slobozia      | Slobozia         |
| FC Universitatea Cluj    | Kolozsvár        |
| CS Universitatea Craiova | Craiova          |
| FC UTA Arad              | Arad             |

2. osztály (Liga 2)
| Klub                            | Város         |
| ------------------------------- | ------------- |
| CSC 1599 Șelimbăr               | Sellenberk    |
| CS Afumați                      | Afumați       |
| FC Argeș Pitești                | Pitești       |
| FC Bihor Oradea                 | Nagyvárad     |
| AFC Câmpulung Muscel            | Câmpulung     |
| CSM Ceahlăul Piatra Neamț       | Karácsonkő    |
| AFC Chindia Târgoviște          | Târgoviște    |
| CS Concordia Chiajna            | Chiajna       |
| CS Corvinul Hunedoara           | Vajdahunyad   |
| FK Csíkszereda                  | Csíkszereda   |
| CSC Dumbrăvița                  | Újszentes     |
| CSM Focșani                     | Foksány       |
| FC Metaloglobus București       | Bukarest      |
| AFC Metalul Buzău               | Bodzavásár    |
| CS Mioveni                      | Mioveni       |
| CSM Reșița                      | Resicabánya   |
| CSM Slatina                     | Slatina       |
| CSA Steaua București            | Bukarest      |
| FC U Craiova 1948               | Craiova       |
| CS Unirea Ungheni               | Nyárádtő      |
| ACS Viitorul Pandurii Târgu Jiu | Zsilvásárhely |
| FC Voluntari                    | Voluntari     |

## San Marino
- Labdarúgó-szövetség: San Marinó-i labdarúgó-szövetség

A csapatok besorolása a 2024–2025-ös idény szerint értendő.
1. osztály (Campionato Sammarinese di Calcio)
| Klub                       | Város          |
| -------------------------- | -------------- |
| SP Cailungo                | Borgo Maggiore |
| SS Cosmos                  | Serravalle     |
| FC Domagnano               | Domagnano      |
| SC Faetano                 | Faetano        |
| FC Fiorentino              | Fiorentino     |
| SS Folgore Falciano Calcio | Serravalle     |
| AC Juvenes/Dogana          | Serravalle     |
| SP La Fiorita              | Montegiardino  |
| AC Libertas                | Borgo Maggiore |
| SS Murata                  | San Marino     |
| SS Pennarossa              | Chiesanuova    |
| San Marino Academy U22     | San Marino     |
| AS San Giovanni            | Borgo Maggiore |
| Tre Fiori FC               | Fiorentino     |
| SP Tre Penne               | San Marino     |
| AC Virtus                  | Acquaviva      |

- Az AC San Marino Calcio az egyetlen hivatásos San Marinó-i klub, amely a Serie D-ben szerepel az olasz labdarúgó-bajnokságban.
- Nincs kiesés a San Marinó-i legmagasabb osztályból.

## Sierra Leone
- Labdarúgó-szövetség: Sierra Leone-i labdarúgó-szövetség

A csapatok besorolása a 2024–2025-ös idény szerint értendő.
1. osztály (Leone Rock Premier League)
| Klub                    | Város     |
| ----------------------- | --------- |
| Abacha City FC          | Freetown  |
| Bai Bureh Warriors FC   | Port Loko |
| Bhantal FC              | Freetown  |
| Bo Rangers FC           | Bo        |
| Bullom Stars FC         | Lungi     |
| Diamond Stars FC        | Koidu     |
| East End Lions FC       | Freetown  |
| Freetonians SLIFA FC    | Freetown  |
| Freetown City FC        | Freetown  |
| FC Kallon               | Freetown  |
| Kamboi Eagles FC        | Kenema    |
| Luawa FC                | Freetown  |
| Mighty Blackpool FC     | Freetown  |
| Old Edwardians FC       | Freetown  |
| Ports Authority FC      | Freetown  |
| Star Sport Academy      | Freetown  |
| Wilberforce Strikers FC | Freetown  |
| Wusum Stars FC          | Makeni    |

## Skócia
- Labdarúgó-szövetség: Skót labdarúgó-szövetség

A csapatok besorolása a 2024–2025-ös idény szerint értendő.
1. osztály (William Hill Premiership)
| Klub                   | Város      |
| ---------------------- | ---------- |
| Aberdeen FC            | Aberdeen   |
| Celtic FC              | Glasgow    |
| Dundee FC              | Dundee     |
| Dundee United FC       | Dundee     |
| Heart of Midlothian FC | Edinburgh  |
| Hibernian FC           | Edinburgh  |
| Kilmarnock FC          | Kilmarnock |
| Motherwell FC          | Motherwell |
| Rangers FC             | Glasgow    |
| Ross County FC         | Dingwall   |
| St. Johnstone FC       | Perth      |
| St. Mirren FC          | Paisley    |

2. osztály (William Hill Championship)
| Klub                    | Város       |
| ----------------------- | ----------- |
| Airdrieonians FC        | Airdrie     |
| Ayr United FC           | Ayr         |
| Dunfermline Athletic FC | Dunfermline |
| Falkirk FC              | Falkirk     |
| Greenock Morton FC      | Greenock    |
| Hamilton Academical FC  | Hamilton    |
| Livingston FC           | Livingston  |
| Partick Thistle FC      | Glasgow     |
| Queen’s Park FC         | Glasgow     |
| Raith Rovers FC         | Kirkcaldy   |

## Spanyolország
- Labdarúgó-szövetség: Spanyol labdarúgó-szövetség

A csapatok besorolása a 2025–2026-os idény szerint értendő.
1. osztály (LaLiga EA Sports)
| Klub               | Város                  |
| ------------------ | ---------------------- |
| Athletic Club      | Bilbao                 |
| Atlético de Madrid | Madrid                 |
| FC Barcelona       | Barcelona              |
| RC Celta de Vigo   | Vigo                   |
| Deportivo Alavés   | Vitoria-Gasteiz        |
| Elche CF           | Elche                  |
| RCD Espanyol       | Barcelona              |
| Getafe CF          | Getafe                 |
| Girona FC          | Girona                 |
| Levante UD         | Valencia               |
| RCD Mallorca       | Palma                  |
| CA Osasuna         | Pamplona               |
| Rayo Vallecano     | Madrid                 |
| Real Betis         | Sevilla                |
| Real Madrid CF     | Madrid                 |
| Real Oviedo CF     | Oviedo                 |
| Real Sociedad      | Donostia-San Sebastián |
| Sevilla FC         | Sevilla                |
| Valencia CF        | Valencia               |
| Villarreal CF      | Vila-real              |

2. osztály (LaLiga Hypermotion)
| Klub                         | Város                      |
| ---------------------------- | -------------------------- |
| Albacete Balompié            | Albacete                   |
| UD Almería                   | Almería                    |
| FC Andorra                   | Andorra la Vella           |
| Burgos CF                    | Burgos                     |
| Cádiz CF                     | Cádiz                      |
| CD Castellón                 | Castellón de la Plana      |
| AD Ceuta FC                  | Ceuta                      |
| Córdoba CF                   | Córdoba                    |
| Cultural y Deportiva Leonesa | León                       |
| RC Deportivo de La Coruña    | A Coruña                   |
| SD Eibar                     | Eibar                      |
| Granada CF                   | Granada                    |
| SD Huesca                    | Huesca                     |
| UD Las Palmas                | Las Palmas de Gran Canaria |
| CD Leganés                   | Leganés                    |
| Málaga CF                    | Málaga                     |
| CD Mirandés                  | Miranda de Ebro            |
| Racing de Santander          | Santander                  |
| Real Sociedad B              | Donostia-San Sebastián     |
| Real Valladolid CF           | Valladolid                 |
| Real Zaragoza                | Zaragoza                   |
| Sporting de Gijón            | Gijón                      |

## Svájc
- Labdarúgó-szövetség: Svájci labdarúgó-szövetség

A csapatok besorolása a 2024–2025-ös idény szerint értendő.
1. osztály (Credit Suisse Super League)
| Klub                    | Város             |
| ----------------------- | ----------------- |
| FC Basel                | Bázel             |
| Grasshopper Club Zürich | Zürich            |
| FC Lausanne-Sport       | Lausanne          |
| FC Lugano               | Lugano            |
| FC Luzern               | Luzern            |
| Servette FC             | Genf              |
| FC Sion                 | Sion              |
| FC St. Gallen           | Sankt Gallen      |
| FC Winterthur           | Winterthur        |
| BSC Young Boys          | Bern              |
| Yverdon-Sport FC        | Yverdon-les-Bains |
| FC Zürich               | Zürich            |

2. osztály (Dieci Challenge League)
| Klub                    | Város        |
| ----------------------- | ------------ |
| FC Aarau                | Aarau        |
| AC Bellinzona           | Bellinzona   |
| Étoile Carouge FC       | Carouge      |
| Neuchâtel Xamax FCS     | Neuchâtel    |
| FC Schaffhausen         | Schaffhausen |
| FC Stade Lausanne Ouchy | Lausanne     |
| FC Stade Nyonnais       | Nyon         |
| FC Thun                 | Thun         |
| FC Vaduz                | Vaduz        |
| FC Wil                  | Wil          |

## Svédország
- Labdarúgó-szövetség: Svéd labdarúgó-szövetség

A csapatok besorolása a 2025-ös idény szerint értendő.
1. osztály (Allsvenskan)
| Klub              | Város      |
| ----------------- | ---------- |
| AIK               | Stockholm  |
| IF Brommapojkarna | Stockholm  |
| Degerfors IF      | Degerfors  |
| Djurgårdens IF    | Stockholm  |
| IF Elfsborg       | Borås      |
| GAIS              | Göteborg   |
| IFK Göteborg      | Göteborg   |
| BK Häcken         | Göteborg   |
| Halmstads BK      | Halmstad   |
| Hammarby IF       | Stockholm  |
| Malmö FF          | Malmö      |
| Mjällby AIF       | Hällevik   |
| IFK Norrköping    | Norrköping |
| Östers IF         | Växjö      |
| IK Sirius         | Uppsala    |
| IFK Värnamo       | Värnamo    |

## Szerbia
- Labdarúgó-szövetség: Szerb labdarúgó-szövetség

A csapatok besorolása a 2024–2025-ös idény szerint értendő.
1. osztály (Mozzart Bet SuperLiga)
| Klub                  | Város      |
| --------------------- | ---------- |
| OFK Beograd           | Belgrád    |
| FK Crvena zvezda      | Belgrád    |
| FK Čukarički          | Belgrád    |
| FK IMT                | Belgrád    |
| FK Jedinstvo Ub       | Ub         |
| FK Mladost Lučani     | Lučani     |
| FK Napredak Kruševac  | Kruševac   |
| FK Novi Pazar         | Novi Pazar |
| FK Partizan           | Belgrád    |
| FK Radnički 1923      | Kragujevac |
| FK Radnički Niš       | Niš        |
| FK Spartak Subotica   | Szabadka   |
| FK Tekstilac Odžaci   | Hódság     |
| Topolyai SC           | Topolya    |
| FK Vojvodina          | Újvidék    |
| FK Železničar Pančevo | Pancsova   |

2. osztály (Mozzart Bet PrvaLiga)
| Klub                          | Város             |
| ----------------------------- | ----------------- |
| FK Borac 1926                 | Čačak             |
| GFK Dubočica                  | Leskovac          |
| RFK Grafičar Beograd          | Belgrád           |
| FK Inđija                     | India             |
| FK Javor Ivanjica             | Ivanjica          |
| FK Mačva Šabac                | Szabács           |
| FK Mladost Novi Sad           | Újvidék           |
| FK Radnički Sremska Mitrovica | Szávaszentdemeter |
| FK Radnik Surdulica           | Surdulica         |
| FK Sloboda Užice              | Užice             |
| GFK Sloven Ruma               | Árpatarló         |
| FK Smederevo 1924             | Szendrő           |
| FK Trayal Kruševac            | Kruševac          |
| FK Voždovac                   | Belgrád           |
| OFK Vršac                     | Versec            |
| FK Zemun                      | Belgrád           |

## Szlovákia
- Labdarúgó-szövetség: Szlovák labdarúgó-szövetség

A csapatok besorolása a 2024–2025-ös idény szerint értendő.
1. osztály (Niké liga)
| Klub                     | Város          |
| ------------------------ | -------------- |
| FK DAC 1904              | Dunaszerdahely |
| FK Dukla Banská Bystrica | Besztercebánya |
| Komáromi FC              | Komárom        |
| FC Košice                | Kassa          |
| MFK Ružomberok           | Rózsahegy      |
| ŠK Slovan Bratislava     | Pozsony        |
| FC Spartak Trnava        | Nagyszombat    |
| MFK Szakolca             | Szakolca       |
| AS Trenčín               | Trencsén       |
| FK Železiarne Podbrezová | Zólyombrézó    |
| MFK Zemplín Michalovce   | Nagymihály     |
| MŠK Žilina               | Zsolna         |

1. osztály (MONACObet liga)
| Klub                         | Város             |
| ---------------------------- | ----------------- |
| FK Humenné                   | Homonna           |
| OFK Malženice                | Maniga            |
| FC Petržalka 1898            | Pozsony           |
| FK Pohronie                  | Garamszentkereszt |
| FK MŠK Považská Bystrica     | Vágbeszterce      |
| MŠK Púchov                   | Puhó              |
| FC ŠTK 1914 Šamorín          | Somorja           |
| ŠK Slovan Bratislava U21     | Pozsony           |
| Stará Ľubovňa Redfox FC      | Ólubló            |
| MFK Tatran Liptovský Mikuláš | Liptószentmiklós  |
| 1. FC Tatran Prešov          | Eperjes           |
| FC ViOn Zlaté Moravce        | Aranyosmarót      |
| MŠK Žilina B                 | Zsolna            |
| MFK Zvolen                   | Zólyom            |

## Szlovénia
- Labdarúgó-szövetség: Szlovén labdarúgó-szövetség

A csapatok besorolása a 2024–2025-ös idény szerint értendő.
1. osztály (PrvaLiga Telemach)
| Klub                  | Város       |
| --------------------- | ----------- |
| NK Bravo              | Ljubljana   |
| NK Celje              | Celje       |
| NK Domžale            | Domžale     |
| FC Koper              | Koper       |
| NK Maribor            | Maribor     |
| NŠ Mura               | Muraszombat |
| NK Nafta 1903         | Lendva      |
| NK Olimpija Ljubljana | Ljubljana   |
| ND Primorje           | Ajdovščina  |
| NK Radomlje           | Radomlje    |

2. osztály (2. SNL)
| Klub                | Város              |
| ------------------- | ------------------ |
| NK Aluminij         | Kidričevo          |
| ND Beltinci         | Belatinc           |
| ND Bilje            | Bilje              |
| NK Bistrica         | Slovenska Bistrica |
| NK Brinje Grosuplje | Grosuplje          |
| NK Dekani           | Dekani             |
| FC Drava Ptuj       | Ptuj               |
| ND Dravinja         | Slovenske Konjice  |
| ND Gorica           | Nova Gorica        |
| ND Ilirija 1911     | Ljubljana          |
| NK Krka             | Novo mesto         |
| NK Rudar Velenje    | Velenje            |
| ND Slovan           | Ljubljana          |
| NK Tabor Sežana     | Sežana             |
| NK Tolmin           | Tolmin             |
| ND Triglav Kranj    | Kranj              |

## Törökország
- Labdarúgó-szövetség: Török labdarúgó-szövetség

A csapatok besorolása a 2025–2026-os idény szerint értendő.
1. osztály (Trendyol Süper Lig)
| Klub                   | Város     |
| ---------------------- | --------- |
| Alanyaspor             | Alanya    |
| Antalyaspor            | Antalya   |
| Beşiktaş JK            | Isztambul |
| Çaykur Rizespor        | Rize      |
| Eyüpspor               | Isztambul |
| Fatih Karagümrük SK    | Isztambul |
| Fenerbahçe SK          | Isztambul |
| Galatasaray SK         | Isztambul |
| Gaziantep FK           | Gaziantep |
| Gençlerbirliği SK      | Ankara    |
| Göztepe SK             | İzmir     |
| İstanbul Başakşehir FK | Isztambul |
| Kasımpaşa SK           | Isztambul |
| Kayserispor            | Kayseri   |
| Kocaelispor            | İzmit     |
| Konyaspor              | Konya     |
| Samsunspor             | Samsun    |
| Trabzonspor            | Trabzon   |

2. osztály (Trendyol 1. Lig)
| Klub                   | Város      |
| ---------------------- | ---------- |
| Adana Demirspor        | Adana      |
| Amed SFK               | Diyarbakır |
| Ankara Keçiörengücü SK | Ankara     |
| Bandırmaspor           | Bandırma   |
| Bodrum FK              | Bodrum     |
| Boluspor               | Bolu       |
| Çorum FK               | Çorum      |
| Erzurumspor FK         | Erzurum    |
| Esenler Erokspor       | Isztambul  |
| Hatayspor              | Antakya    |
| Iğdır FK               | Iğdır      |
| İstanbulspor           | Isztambul  |
| Manisa FK              | Manisa     |
| Pendikspor             | Isztambul  |
| Sakaryaspor            | Adapazarı  |
| Sarıyer SK             | Sarıyer    |
| Serikspor              | Serik      |
| Sivasspor              | Sivas      |
| Ümraniyespor           | Isztambul  |
| Vanspor FK             | Van        |

## Új-Zéland
- Labdarúgó-szövetség: Új-zélandi labdarúgó-szövetség

A csapatok besorolása a 2024-es idény szerint értendő.
1. osztály (New Zealand National League)
| Klub                           | Város        |
| ------------------------------ | ------------ |
| Auckland City FC               | Auckland     |
| Birkenhead United AFC          | Auckland     |
| Cashmere Technical FC          | Christchurch |
| Coastal Spirit FC              | Christchurch |
| Eastern Suburbs AFC            | Auckland     |
| Napier City Rovers FC          | Napier       |
| Wellington Olympic AFC         | Wellington   |
| Wellington Phoenix FC Reserves | Wellington   |
| Western Springs AFC            | Auckland     |
| Western Suburbs FC             | Porirua      |

## Ukrajna
- Labdarúgó-szövetség: Ukrán labdarúgó-szövetség

A csapatok besorolása a 2024–2025-es idény szerint értendő.
1. osztály (VBET Liha)
| Klub                   | Város         |
| ---------------------- | ------------- |
| FK Csornomorec Odesza  | Odessza       |
| FK Dinamo Kijiv        | Kijev         |
| FK Inhulec Petrove     | Petrove       |
| FK Karpati Lviv        | Lviv          |
| FK Kolosz Kovalivka    | Kovalivka     |
| FK Krivbasz Krivij Rih | Krivij Rih    |
| FK Livij Bereh Kijiv   | Kijev         |
| FK LNZ Cserkaszi       | Cserkaszi     |
| FK Obolony Kijiv       | Kijev         |
| FK Olekszandrija       | Olekszandrija |
| FK Polisszja Zsitomir  | Zsitomir      |
| FK Ruh Lviv            | Lviv          |
| FK Sahtar Doneck       | Doneck        |
| NK Veresz Rivne        | Rivne         |
| FK Vorszkla Poltava    | Poltava       |
| FK Zorja Luhanszk      | Luhanszk      |

2. osztály (Persa Liha)
| Klub                             | Város                |
| -------------------------------- | -------------------- |
| FK Ahrobiznesz Volocsiszk        | Volocsiszk           |
| FK Bukovina Csernyivci           | Csernyivci           |
| FK Epicentr Kamjanec-Pogyilszkij | Kamjanec-Pogyilszkij |
| FK Gyinaz Vishorod               | Vishorod             |
| FK Huszt                         | Huszt                |
| FK Kreminy Kremencsuk            | Kremencsuk           |
| FK Kudrivka                      | Kudrivka             |
| FSZK Mariupol                    | Mariupol             |
| FK Metaliszt Harkiv              | Harkiv               |
| FK Metaliszt 1925 Harkiv         | Harkiv               |
| MFK Metalurh Zaporizzsja         | Zaporizzsja          |
| FK Minaj                         | Minaj                |
| PFK Niva Ternopil                | Ternopil             |
| FK Pogyillja Hmelnickij          | Hmelnickij           |
| SZK Poltava                      | Poltava              |
| FK Prikarpattya Ivano-Frankivszk | Ivano-Frankivszk     |
| FK UKSZA Taraszivka              | Kijev                |
| FK Viktorija Szumi               | Szumi                |

## Uruguay
- Labdarúgó-szövetség: Uruguayi labdarúgó-szövetség

A csapatok besorolása a 2025-ös idény szerint értendő.
1. osztály (Liga AUF Uruguaya)
| Klub                   | Város                  |
| ---------------------- | ---------------------- |
| Boston River           | Montevideo             |
| Cerro                  | Montevideo             |
| Cerro Largo            | Melo                   |
| Danubio                | Montevideo             |
| Defensor Sporting      | Montevideo             |
| Juventud               | Las Piedras            |
| Liverpool              | Montevideo             |
| Miramar Misiones       | Montevideo             |
| Montevideo City Torque | Montevideo             |
| Montevideo Wanderers   | Montevideo             |
| Nacional               | Montevideo             |
| Peñarol                | Montevideo             |
| Plaza Colonia          | Colonia del Sacramento |
| Progreso               | Montevideo             |
| Racing                 | Montevideo             |
| River Plate            | Montevideo             |

## Wales
- Labdarúgó-szövetség: Walesi labdarúgó-szövetség

A csapatok besorolása a 2024–2025-ös idény szerint értendő.
1. osztály (JD Cymru Premier)
| Klub                               | Város         |
| ---------------------------------- | ------------- |
| Aberystwyth Town FC                | Aberystwyth   |
| Bala Town FC                       | Bala          |
| Barry Town United FC               | Barry         |
| Briton Ferry Llansawel AFC         | Briton Ferry  |
| Caernarfon Town FC                 | Caernarfon    |
| Cardiff Metropolitan University FC | Cardiff       |
| Connah’s Quay Nomads FC            | Connah’s Quay |
| Flint Town United FC               | Flint         |
| Haverfordwest County AFC           | Haverfordwest |
| Newtown AFC                        | Newtown       |
| Penybont FC                        | Bridgend      |
| The New Saints FC                  | Oswestry      |

- Számos walesi klub nem a walesi labdarúgó-bajnokságban játszik, hanem az angol labdarúgó-bajnokság rendszerében. Jelenleg öt walesi klub szerepel az angol bajnoki rendszerben: a Swansea City AFC és a Wrexham AFC a Championship-ben (másodosztály), a Cardiff City FC, a Newport County AFC és a Merthyr Town FC alsóbb osztályokban.